# Президентские выборы в России (2024)
Восьмые выборы президента Российской Федерации прошли с 15 по 17 марта 2024 года. Инаугурация избранного президента России состоялась 7 мая 2024 года. Президент страны избран на шесть лет, то есть до 7 мая 2030 года. Окончательные итоги голосования были подведены Центральной избирательной комиссией 21 марта. По ним Владимир Путин набрал рекордное для российских президентских выборов абсолютное и относительное число голосов (более 76 млн голосов и 87,28 % при рекордной явке 77,49 %).
Сохранение Путиным поста президента прогнозировалось изначально: согласно социологическим опросам, он имеет широкую поддержку населения, экономическая ситуация в стране стабильна, а выборы в РФ в значительной мере контролируются правящими кругами. Выборы проводились на фоне российского вторжения на Украину. Претенденты, занимавшие открытую антивоенную позицию, — Екатерина Дунцова и Борис Надеждин — к ним допущены не были. Помимо Путина, в бюллетене оказались исключительно согласованные с властью фигуры: Николай Харитонов, Леонид Слуцкий и Владислав Даванков. В последние месяцы перед выборами российские войска владели стратегической инициативой, проводя наступательные операции. Несистемная российская оппозиция провела в последний день выборов акцию «Полдень против Путина».
Выборы оказались наиболее сфальсифицированными в современной российской истории. Для фальсификации власти использовали электронное и трёхдневное голосование, а также отключили видеотрансляции с участков голосования.

## Предыстория

### Действовавший президент
До выборов 2024 года действующим президентом России являлся Владимир Путин. Впервые он занял пост по итогам выборов 2000 года, став преемником Бориса Ельцина. Затем переизбирался в 2004, 2012 и 2018 годах. В 2008 году из-за ограничения на два срока, предусмотренного Конституцией, Путин не мог баллотироваться — на тех выборах победил его соратник Дмитрий Медведев, а сам Путин возглавил тогда правительство России.
Всероссийская политическая партия «Единая Россия», поддерживающая Путина, с 2003 года располагает большинством в Государственной думе.
Оппозиционеры указывали на махинации в пользу Путина при подведении итогов выборов 2004, 2012 и 2018 годов. В 2012 году это вызвало крупномасштабные протесты, но не помешало Путину остаться у власти. Возмущение также вызвало сокрытие перед выборами-2018 плана повысить пенсионный возраст, реализованного сразу после реинаугурации.
Многие оппоненты обвиняют Путина в превращении России в коррумпированную диктатуру, злоупотреблении властью и нарушениях прав человека. Как констатируют критики, независимые СМИ закрылись или вынуждены работать из-за границы, подконтрольные Путину СМИ уделяют ему непропорционально много внимания, представители политической оппозиции преследуются, некоторые оказываются в изгнании и даже в тюрьме, на выборах разного уровня голоса могут корректироваться ради нужного результата. Опыт прежних выборов и сопровождавших их протестов помог Путину создать систему репрессий, предотвращающую массовые акции; он также использует выборы для разделения оппозиции, допуская одних претендентов и не допуская других.

### Проблема 2024
С президентскими выборами 2024 года была связана так называемая Проблема 2024 — проблема возможного транзита власти в России после окончания президентских полномочий Путина весной 2024 года. Первоначально, по действовавшему по 2020 год законодательству, смена лидера государства была неизбежной. Позднее, с учётом принятых в 2020 году поправок в Конституцию, Путин получил возможность баллотироваться ещё на два срока, то есть править до 2036 года.
8 декабря 2023 года Путин объявил о планах выдвигаться на выборах 2024 года на свой пятый президентский срок.

### Политическая ситуация в России
После начала вторжения российской армии на Украину в феврале 2022 года в России произошли радикальные политические изменения, существенные для выборов 2024 года.
Значительная часть населения, особенно старшего возраста, верит словам правительства о необходимости военным путём защитить русских в Донбассе, о противостоянии расширению НАТО и о «денацификации» Украины. Лица, высказывающие иные точки зрения, подвергаются опасности, их вынуждают или они сами стремятся уехать из страны. Призывавшая к миру с Украиной Екатерина Дунцова не была допущена к выборам. Известные оппозиционные политики, такие как Алексей Навальный и Игорь Стрелков, были отправлены в тюремное заключение. Критики российской власти выражали мнение, что в таких обстоятельствах проведение выборов представляет собой лишь имитацию и формальность, поскольку победитель известен заранее. Тем не менее они отмечали, что видимость демократии остаётся важной для Путина.
В последние месяцы перед выборами ситуация в зоне боевых действий складывалась благоприятно для России. Отразив украинское контрнаступление, российская армия захватила инициативу и начала собственную наступательную операцию. Крупной символической победой Путина стало взятие российскими войсками Авдеевки в феврале 2024 года.
Президентские выборы были впервые организованы в частично оккупированных Россией и считаемых ею своими «новыми территориями» украинских Донецкой, Луганской, Херсонской и Запорожской областях, хотя на территориях этих областей продолжались бои, а областные центры Запорожье и Херсон контролировались Украиной.
Вторжение на Украину привело к политическому противостоянию между Россией и Западом. Журналист Андрей Колесников указывает, что выборы являлись для Путина способом оправдать решение о вторжении и показать окружению и иностранным деятелям, что он сохраняет поддержку общества. Проведение выборов было направлено на создание впечатления нормального хода событий, несмотря на внутренние потрясения в виде крайне непопулярной мобилизации (осень 2022), мятежа Пригожина (лето 2023) и военных действий на Украине (в октябре 2023 года Рамзан Кадыров предлагал отменить выборы до окончания боевых действий или провести с одним кандидатом Путиным, но в Кремле отвергли эти идеи как не соответствующие Конституции).

### Экономическая ситуация в России
Экономическая ситуация в России перед выборами была стабильной, что являлось важным благоприятным фактором для действующей власти. Помимо подорожания некоторых импортных товаров, в экономическом плане в 2022—2023 годах для большинства россиян мало что изменилось. Предсказывавшийся экспертами после введённых в 2022 году масштабных западных санкций крах экономики не случился. Рецессия 2022 года оказалась менее серьёзной, чем ожидалось, продлилась недолго и сменилась ростом. Наблюдался рост зарплат, измеряемый двузначными числами процентов, особенно у людей с самыми низкими доходами. Уровень бедности в стране снизился до исторического минимума.
В 2023 году экономический рост в России составил более 3 %, к марту 2024 года безработица находилась на рекордно низком уровне. Экономический рост поддерживался значительно возросшими государственными расходами, которые обеспечиваются сохранением доходов от продажи нефти и газа, экспортные потоки которых были переориентированы на азиатские страны. Продукция западных компаний, ушедших из России, была замещена поставками через параллельный импорт либо китайскими товарами.

## Порядок проведения выборов

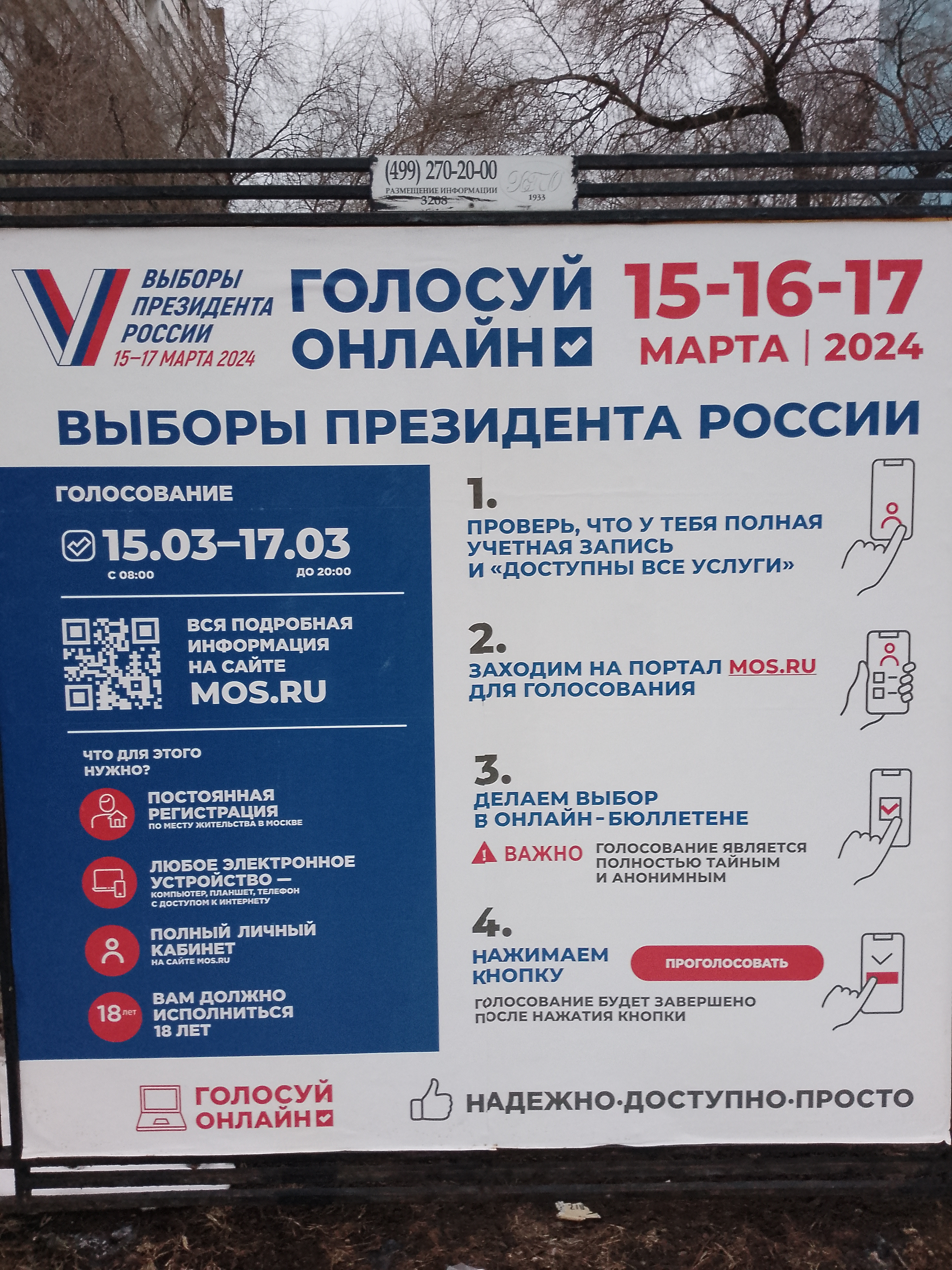
Информация о голосовании онлайн в Москве в районе Братеево

В ноябре 2023 года Путин утвердил поправки к закону о президентских выборах. Они существенно осложнили работу СМИ на выборах. На заседания избирательных комиссий пускались только журналисты, официально трудоустроенные в редакциях зарегистрированных СМИ. Фото- и видеосъёмку на избирательных участках смогли вести только те, кто «имеет [на это] право согласно законодательству РФ», причём съёмка не должна нарушать тайну голосования и конфиденциальность персональных данных в документах. ЦИК наделялась правом вносить изменения в порядок проведения выборов на территориях, где объявлено военное положение. Помимо этого, был введён запрет на агитацию на всех заблокированных на территории страны ресурсах. Пресс-секретарь президента России Дмитрий Песков объяснял необходимость внесения поправок тем, что сложилась «особенная ситуация», в том числе в «новых регионах» России.
8 декабря 2023 года ЦИК собралась на заседание, на котором приняла решение о проведении выборов президента РФ в трёхдневном формате (15, 16 и 17 марта 2024 года).
С учётом формата президентские выборы должны были обойтись государственному бюджету в 33,2 миллиарда рублей.
В дни проведения выборов участки работали с 8:00 до 20:00. Первыми открывались участки в самых восточных регионах России, последними — в самых западных. Избирателю при предъявлении паспорта или документа, его заменяющего, выдвались бумажные бюллетени. В 29 регионах проводилось дистанционное электронное голосование (ДЭГ); приём заявлений для участия в ДЭГ стартовал 29 января и завершился 11 марта 2024 года. Выборы признавались бы состоявшимися вне зависимости от явки, так как порог явки был отменён в российском законодательстве в 2006 году.
29 января 2024 года глава ЦИК Элла Памфилова представила официальный слоган выборов: «Вместе мы сила — голосуем за Россию!».
14 марта Элла Памфилова сообщила о готовности избирательной системы к выборам президента России. На участки было доставлено 113,57 млн бюллетеней, защищённых специальным знаком, который изготовлен фабрикой «Гознак». Для голосования создан 91 401 избирательный участок, ещё 2538 организованы в местах временного пребывания. В тот же день открылся главный штаб ЦИК — информационный центр. Для работы в нём аккредитовано 1447 журналистов от 90 СМИ, для работы на избирательных участках по всей России — 12 645 представителей от 2458 медиа.
По сообщению Эллы Памфиловой, явка на выборах стала самой большой в новейшей истории России и составила 77,44 %, всего проголосовало 87 113 127 человек.
16 апреля Элла Памфилова вручила Владимиру Путину удостоверение об избрании президентом РФ.

### Ключевые даты выборов
Согласно законодательству, основным (последним) днём голосования на выборах президента России должно стать второе воскресенье месяца, в котором проводились предыдущие выборы. При этом, «если ❬…❭ это воскресенье приходится на неделю, включающую нерабочий праздничный день, ❬…❭ выборы назначаются на следующее воскресенье».
Не ранее чем за 100 и не позднее чем за 90 дней Совет Федерации РФ принимает постановление о назначении даты. Окончательное решение о дате выборов принято верхней палатой российского парламента 7 декабря 2023 года. На выдвижение кандидатов-партийцев и подачу документов в ЦИК предусматривалось 25 дней (до 18:00 1 января), на выдвижение кандидатов-самовыдвиженцев — 20 дней (до 18:00 27 декабря). После личной подачи кандидатами документов в ЦИК комиссия в течение 5 дней принимала решение о регистрации выдвижения. Далее кандидаты, кроме выдвинутых парламентскими партиями, должны были собрать определённое число подписей граждан в свою поддержку и представить их в ЦИК не позднее 45 дней до выборов (до 18:00 31 января); после проверки не позднее чем через 10 дней после подачи документов либо претендента регистрируют в статусе кандидата, допущенного до выборов, либо ему выдают мотивированный отказ в регистрации.
Предвыборная агитация в СМИ была разрешена с 17 февраля по 14 марта включительно. Кандидаты могли распространять агитационные материалы, листовки и баннеры, оплаченные за счёт средств избирательного фонда, перед этим они должны были представить их избиркому.
Инаугурация избранного главы государства состоялась в Андреевском зале Большого Кремлевского дворца 7 мая 2024 года. Согласно законодательству РФ, после процедуры инаугурации правительство ушло в отставку, и в двухнедельный срок переизбранный президент должен внести кандидатуру нового премьер-министра на рассмотрение в Государственную думу.
Взаимодействие потенциального кандидата и ЦИК по срокам и процедуре организуется следующим образом:
- На протяжении 20 дней после публикации решения о назначении выборов (с 7 по 27 декабря) происходит самовыдвижение кандидатов, представление в ЦИК ходатайства о регистрации группы избирателей (не менее чем из 500 человек) и иных документов[74].
  - К моменту предоставления документов выдвигаемый кандидат обязан закрыть иностранные счета и вклады, прекратить хранение денег и ценностей в иностранных зарубежных банках, прекратить использование иностранных финансовых инструментов[75][76].
  - ЦИК РФ регистрирует группу избирателей (или отказывает в её регистрации) не позднее 5 дней после подачи документов[77].
- На протяжении 25 дней после публикации решения о назначении выборов (с 7 декабря по 1 января) происходит выдвижение кандидатов на съездах политических партий, представление в ЦИК решения съезда о выдвижении кандидата и иных документов[78].
  - К моменту предоставления документов выдвигаемый кандидат обязан закрыть иностранные счета и вклады, прекратить хранение денег и ценностей в иностранных зарубежных банках, прекратить использование иностранных финансовых инструментов[79][80].
  - ЦИК РФ регистрирует кандидатов, выдвинутых партией, (или отказывает в регистрации) в срок не позднее 5 дней после подачи документов[81].
- Кандидаты проводят сбор 300 тысяч (для самовыдвиженцев) или 100 тысяч (для кандидатов от непарламентских партий) подписей избирателей[82] и подготавливают иные документы. Подписные листы и иные документы подаются в ЦИК не ранее 80 дней и не позднее 45 дней до даты выборов (с 27 декабря по 31 января)[83].
  - Проверка соблюдения порядка выдвижения кандидата проводится ЦИК в течение не более чем 10 (20) дней со дня поступления запроса ЦИК[84], также проводится проверка не менее 20 % подписных листов[84]. В срок не более 10 дней после получения всех документов кандидата происходит его регистрация или отказ в регистрации[85].

### Процедура выдвижения кандидатов
Согласно федеральному закону «О выборах Президента Российской Федерации», президентом может быть избран гражданин России не моложе 35 лет, постоянно проживающий в России не менее 25 лет. Существуют также некоторые другие ограничения для избрания (например, ограничение срока правления, недееспособность, наличие непогашенных судимостей по тяжким и особо тяжким преступлениям, действие наказания по некоторым административным статьям, нахождение в местах лишения свободы, наличие иностранного гражданства и прочие), которые перечислены в статье 3 вышеупомянутого федерального закона.
Существуют два способа принять участие в выборах: в порядке самовыдвижения и в качестве кандидата от зарегистрированной партии.
| Способ выдвижения                                      | Способ выдвижения                             | Описание |
| ------------------------------------------------------ | --------------------------------------------- | --- |
| Как самовыдвиженец                                     | Как самовыдвиженец                            | Гражданин Российской Федерации может выдвинуть свою кандидатуру, но при условии поддержки его выдвижения группой избирателей. Такому кандидату для регистрации сначала необходимо создать и зарегистрировать в ЦИК группу избирателей в количестве не менее 500 граждан Российской Федерации, обладающих активным избирательным правом. Затем, чтобы быть допущенным к выборам, ему надо собрать и представить в Центральную избирательную комиссию не менее 300 тысяч подписей избирателей (причём количество представленных подписей может превышать количество необходимых подписей, но не более, чем на 5 % (соответственно, каждый самовыдвиженец может предоставить в ЦИК до 315 тыс. подписей), а на один субъект Российской Федерации должно приходиться не более 7500 подписей, если сбор подписей избирателей осуществляется среди избирателей, постоянно проживающих за пределами территории Российской Федерации, общее количество этих подписей не может быть более 7500). |
| Как кандидат от зарегистрированной политической партии | Партия представлена в Государственной думе    | Регистрация кандидата, выдвинутого политической партией, представленной в Государственной думе Федерального Собрания Российской Федерации согласно результатам ближайших выборов, может осуществляться на основании решения политической партии о выдвижении кандидата без сбора подписей избирателей при условии, что указанное официальное опубликование состоялось раньше представления в Центральную избирательную комиссию Российской Федерации документов, необходимых для регистрации кандидата. На основании указанного решения без сбора подписей избирателей осуществляется также регистрация кандидата, выдвинутого политической партией, списки кандидатов которой были допущены к распределению депутатских мандатов (спискам кандидатов которых переданы депутатские мандаты в соответствии с законом субъекта Российской Федерации, предусмотренным п. 17 ст. 35 Федерального закона «Об основных гарантиях избирательных прав и права на участие в референдуме граждан Российской Федерации») в действующих на день официального опубликования (публикации) решения о назначении выборов президента Российской Федерации законодательных (представительных) органах государственной власти не менее чем в одной трети субъектов Российской Федерации. |
| Как кандидат от зарегистрированной политической партии | Партия не представлена в Государственной думе | Кандидатам от тех партий, которые не представлены в Государственной думе текущего созыва, чтобы быть допущенным к выборам, требуется собрать в поддержку выдвинутого ею кандидата не менее 100 тысяч подписей избирателей, причём на один субъект Российской Федерации должно приходиться не более 2500 подписей избирателей. Если сбор подписей избирателей осуществляется среди избирателей, постоянно проживающих за пределами территории Российской Федерации, общее количество этих подписей не должно превышать 2500 подписей. |

## Кандидаты
В ЦИК поступили уведомления о процедурах выдвижения 33 кандидатов, были обнародованы имена только некоторых из них. На момент окончания приёма документов возможными кандидатами являлись 11 человек (в том числе 8 — от политических партий). Ещё 4 претендента получили отказ в регистрации своих избирательных групп, остальные не подали итоговые документы о выдвижении в ЦИК.
В итоге статус зарегистрированного кандидата, допущенного до выборов, получили 4 человека.

### Зарегистрированные кандидаты
В данной таблице отображены персоналии, которые зарегистрированы Центральной избирательной комиссией как кандидаты и допущены до выборов.
| Кандидат, возраст, субъект выдвижения    | Кандидат, возраст, субъект выдвижения | Кандидат, возраст, субъект выдвижения | Политические должности | Логотип, сайт и кампания | Детали | Дата регистрации группы избирателей | Дата регистрации кандидата |
| ---------------------------------------- | ------------------------------------- | ------------------------------------- | --- | ------------------------ | --- | ----------------------------------- | -------------------------- |
| Владислав Даванков (40 лет) «Новые люди» |                                       |                                       | Депутат Государственной думы (2021 — н. в.) | (сайт, кампания)         | Выдвинут 24 декабря 2023 года по итогам съезда партии «Новые люди». Поддержан «Партией роста». 25 декабря сдал документы на выдвижение в ЦИК. 1 января 2024 года подал документы на регистрацию кандидата в ЦИК. | 28 декабря 2023                     | 5 января 2024              |
| Владимир Путин (71 год) Самовыдвижение   |                                       |                                       | Президент России (2000—2008 и 2012 — н. в.) Премьер-министр России (1999—2000 и 2008—2012) Председатель партии «Единая Россия» (2008—2012) Директор ФСБ (1998—1999) | (сайт, кампания)         | Во время церемонии награждения солдат 8 декабря 2023 года Путин заявил, что будет участвовать в выборах. Его поддержали партии «Единая Россия», «Справедливая Россия — За правду», «Партия пенсионеров» и «Партия дела». 16 декабря выдвинут инициативной группой избирателей. 18 декабря сдал документы на выдвижение в ЦИК. 22 января 2024 года подал документы на регистрацию кандидата, в том числе 315 тысяч подписей избирателей, в ЦИК. | 20 декабря 2023                     | 29 января 2024             |
| Леонид Слуцкий (56 лет) ЛДПР             |                                       |                                       | Депутат Государственной думы (1999 — н. в.) Председатель ЛДПР (2022 — н. в.)                                                                                        | (сайт, кампания)         | 19 декабря 2023 года был выдвинут кандидатом в президенты во время XXXV съезда ЛДПР. 25 декабря сдал документы на выдвижение в ЦИК. 1 января 2024 года подал документы на регистрацию кандидата в ЦИК. | 28 декабря 2023                     | 5 января 2024              |
| Николай Харитонов (75 лет) КПРФ          |                                       |                                       | Депутат Государственной думы (1994 — н. в.) | (кампания)               | 20 декабря 2023 года президиум ЦК КПРФ рекомендовал выдвинуть кандидатом Харитонова. 23 декабря выдвинут кандидатом на XVIII съезде партии. 27 декабря сдал на выдвижение документы в ЦИК. 3 января 2024 года подал документы на регистрацию кандидата в ЦИК. | 29 декабря 2023                     | 9 января 2024              |

1. ↑  Британский еженедельник The Economist отмечает, что государственные СМИ в статьях о выборах называли В.В.Путина не «кандидатом», а президентом[90].

### Незарегистрированные кандидаты
В таблице ниже отображены кандидаты, у которых ЦИК приняла документы, но после рассмотрения отказала в регистрации группы избирателей, кандидаты, снявшие свою кандидатуру, а также кандидаты, незарегистрированные ввиду недостаточного общего количества подписей или слишком большого процента признанных недостоверными подписей в их поддержку.
| Кандидат, возраст, субъект выдвижения                                  | Кандидат, возраст, субъект выдвижения | Кандидат, возраст, субъект выдвижения | Политические должности | Логотип, сайт и кампания | Детали | Дата регистрации группы избирателей | Дата снятия кандидатуры |
| ---------------------------------------------------------------------- | ------------------------------------- | ------------------------------------- | --- | ------------------------ | --- | ----------------------------------- | ----------------------- |
| Сергей Бабурин (65 лет) «Российский общенародный союз»                 |                                       |                                       | Председатель партии «Российский общенародный союз» (2011 — н. в.) Депутат Государственной думы (1994—2000 и 2003—2007) Народный депутат России (1990—1993)                                                 |                          | Выдвинут кандидатом на съезде партии 23 декабря 2023 года. 26 декабря сдал документы на выдвижение в ЦИК. 30 января 2024 года заявил, что собрал достаточное число подписей, но решил снять свою кандидатуру, призвав объединиться вокруг Путина. | 29 декабря 2023                     | 30 января 2024          |
| Анатолий Баташев (48 лет) Самовыдвижение                               |                                       |                                       | Экологический активист (2011 — н. в.) Основатель «ЭКОСИЛА 50» (2018 — н. в.) Член партии «Зелёная альтернатива» (2019 — н. в.)                                                                             |                          | 27 декабря 2023 года сдал документы на выдвижение в ЦИК. 31 января 2024 года подал в ЦИК подписи и признал, что не смог собрать требуемое количество, но подавать собственное заявление о снятии не стал. | 29 декабря 2023                     | 8 февраля 2024          |
| Андрей Богданов (54 года) «Российская партия свободы и справедливости» |                                       |                                       | Председатель Коммунистической партии социальной справедливости (2014—2017 и 2020—2021) Председатель Демократической партии России (2005—2008 и 2012—2014)                                                  |                          | Выдвинут кандидатом на съезде партии 24 декабря 2023 года. 26 декабря сдал документы на выдвижение в ЦИК. 31 января 2024 года заявил, что собрал достаточное число подписей, но решил снять свою кандидатуру. Позже заявил, что его всё равно сняли бы из-за счёта в банке за границей, который он безуспешно пытался закрыть удалённо, так как шенгенскую визу ему не выдают уже в течение года.                                    | 28 декабря 2023                     | 31 января 2024          |
| Екатерина Дунцова (40 лет) Самовыдвижение                              |                                       |                                       | Депутат Ржевской городской думы (2019—2022) | (сайт, кампания)         | 17 декабря 2023 года выдвинута инициативной группой избирателей. 20 декабря сдала документы в ЦИК. | —                                   | 23 декабря 2023         |
| Сергей Малинкович (48 лет) «Коммунисты России»                         |                                       |                                       | Депутат Алтайского краевого Законодательного Собрания (2021 — н. в.) Председатель партии «Коммунисты России» (2022 — н. в.)                                                                                |                          | Выдвинут кандидатом в президенты на съезде партии 28 декабря 2023 года. 1 января сдал документы на выдвижение в ЦИК. 28 января 2024 года подал в ЦИК документы на регистрацию кандидата, в том числе более 100 тысяч подписей избирателей. | 5 января 2024                       | 8 февраля 2024          |
| Владимир Михайлов (59 лет) «Партия социальной защиты»                  |                                       |                                       | Депутат Костромской областной думы (2005 — н. в.) Председатель Партии социальной защиты (2019 — н. в.) | (сайт)                   | Выдвинут 23 декабря 2023 года на съезде партии. 24 декабря сдал документы в ЦИК. | —                                   | 28 декабря 2023         |
| Борис Надеждин (60 лет) «Гражданская инициатива»                       |                                       |                                       | Депутат Совета депутатов Долгопрудного (1990—1997 и 2019—2024) Основатель и председатель Фонда «Институт региональных проектов и законодательства» (2001 — н. в.) Депутат Государственной думы (1999—2003) | (сайт, кампания)         | В октябре 2023 года об участии в выборах Надеждина в своих социальных сетях сообщил основатель «Штаба кандидатов» Дмитрий Кисиев. 31 октября Надеждин заявил, что будет баллотироваться от партии «Гражданская инициатива». 23 декабря выдвинут на VII съезде партии. 26 декабря сдал документы на выдвижение в ЦИК. 31 января 2024 года подал в ЦИК документы на регистрацию кандидата, в том числе 105 тысяч подписей избирателей. | 28 декабря 2023                     | 8 февраля 2024          |
| Иван Отраковский (48 лет) Самовыдвижение                               |                                       |                                       | Заместитель председателя «Общероссийского офицерского собрания» (2020 — н. в.) Руководитель организации «Армия Защитников Отечества» (2023 — н. в.)                                                        | (сайт)                   | Анонсировал собрание инициативной группы по выдвижению 26 декабря 2023 года. 27 декабря сдал документы в ЦИК. | —                                   | 29 декабря 2023         |
| Рада Русских (39 лет) Самовыдвижение                                   |                                       |                                       | Предприниматель (2003 — н. в.) | (сайт)                   | Предприняла попытку выдвижения кандидатом в президенты инициативной группой 17 декабря 2023 года, однако получила недостаточное число подписей избирателей. Провела повторное собрание 26 декабря. 27 декабря сдала документы на выдвижение в ЦИК. 31 января 2024 года подала в ЦИК документы на регистрацию, в том числе всего лишь 476 подписей.                                                                                   | 29 декабря 2023                     | 8 февраля 2024          |
| Ирина Свиридова (36 лет) «Демократическая партия России»               |                                       |                                       | Кандидат в депутаты на выборах в Госдуму VIII созыва от партии «Зелёная альтернатива» (2021) |                          | Выдвинута кандидатом в президенты на съезде партии 25 декабря 2023 года. 28 декабря сдала документы на выдвижение в ЦИК. 30 января партия объявила, что поддержит Путина, так как требуемое количество подписей не собрано. Свиридова не подала документы на регистрацию (в том числе подписи) или заявление о снятии. | 29 декабря 2023                     | 2 февраля 2024          |
| Александра Тищенко (47 лет) Самовыдвижение                             |                                       |                                       | Председатель родительского комитета Московского совета профсоюзов Антикоррупционный эксперт при Минюсте РФ (2023 — н. в.)                                                                                  | (сайт)                   | Выдвинута кандидатом в президенты инициативной группой 24 декабря 2023 года. 27 декабря сдала документы в ЦИК. | —                                   | 29 декабря 2023         |

### Несостоявшиеся выдвижения
Парламентская партия «Справедливая Россия — За правду», обладающая правом выдвинуть кандидата без сбора подписей, решила никого не выдвигать, в частности, лидера партии Сергея Миронова, а поддержать кандидатуру Путина.
Игорь Гиркин (Стрелков) в августе 2023 года объявил о намерении участвовать в выборах в своём Телеграм-канале. Стрелков находится под арестом с 21 июля 2023 года. 24 декабря инициативная группа избирателей из 556 человек выдвинула его в кандидаты, однако на собрание не приехал нотариус, и было принято решение заверить документы на следующий день. Команда Стрелкова не смогла в срок до 27 декабря подать документы в ЦИК из-за отсутствия заверенной подписи самого Стрелкова, хотя ходатайство о разрешении свидания с нотариусом было подано 14 декабря. 25 января 2024 года Игорь Гиркин был приговорён к четырём годам колонии за разжигание экстремизма.
Основатель партии «Яблоко» Григорий Явлинский, который выступает против вторжения на Украину, заявил о готовности выдвижения при условии сбора не менее 10 миллионов предварительных (не имеющих юридического значения) подписей по инициативе граждан России. 23 декабря в интервью YouTube-каналу «Живой гвоздь» сообщил, что был собран только 1 млн подписей, в связи с чем выдвижение не состоялось.
Бывший член партии «Яблоко» Анатолий Рабинович объявил об участии в выборах 27 декабря 2023 года. Ему не удалось выдвинуться и зарегистрироваться в ЦИК. Предприниматель Александр Суслов в ноябре 2023 года объявил о своём намерении участвовать в выборах, но не смог собрать необходимые подписи для регистрации.
Алексей Навальный не принял участие в выборах из-за нахождения в местах лишения свободы и последующей смерти. Ксения Собчак утратила право избираться ввиду приобретения второго гражданства (государства Израиль). Борис Титов, выдвигавшийся на президентских выборах 2018 года, сообщил, что в связи с поправками 2020 года утратил возможность выдвигаться ввиду наличия у него долгосрочной визы иностранного государства; он поддержал кандидата от партии «Новые люди» и объявил о её объединении с возглавляемой Титовым «Партией роста».

### Съезды партий
Традиционно съезды политических партий проводятся после официального назначения выборов. На съезде партия может либо выдвинуть своего кандидата, либо поддержать кандидата, выдвинутого другой партией, или независимого кандидата. В декабре 2023 года двенадцать партий провели партийные съезды, на которых были либо выдвинуты, либо поддержаны кандидаты.
| Партия | Партия                                       | Дата съезда     | Место                                   | Номинация                                                         | Источник        |
| ------ | -------------------------------------------- | --------------- | --------------------------------------- | ----------------------------------------------------------------- | --------------- |
|        | Единая Россия                                | 17 декабря 2023 | ВДНХ, Москва                            | Поддержка Владимира Путина                                        | [ 191 ]         |
|        | Либерально-демократическая партия России     | 19 декабря 2023 | Крокус Сити холл, Красногорск           | Леонид Слуцкий                                                    | [ 104 ]         |
|        | Гражданская инициатива                       | 23 декабря 2023 | Москва                                  | Борис Надеждин (Регистрация отклонена)                            | [ 192 ]         |
|        | Коммунистическая партия Российской Федерации | 23 декабря 2023 | Пансионат «Снегири», Рождествено        | Николай Харитонов                                                 | [ 193 ]         |
|        | Справедливая Россия — За правду              | 23 декабря 2023 | Отель «Holiday Inn», Сокольники, Москва | Поддержка Владимира Путина                                        | [ 194 ]         |
|        | Партия социальной защиты                     | 23 декабря 2023 | Москва                                  | Владимир Михайлов (Регистрация отклонена)                         | [ 195 ]         |
|        | Российский общенародный союз                 | 23 декабря 2023 | Москва                                  | Сергей Бабурин (Регистрация отклонена; поддержан Владимир Путин)  | [ 196 ] [ 197 ] |
|        | Партия роста                                 | 24 декабря 2023 | МГУ, Москва                             | Владислав Даванков                                                | [ 198 ]         |
|        | Новые люди                                   | 24 декабря 2023 | МГУ, Москва                             | Владислав Даванков                                                | [ 199 ]         |
|        | Российская партия свободы и справедливости   | 24 декабря 2023 | Москва                                  | Андрей Богданов (Регистрация отклонена)                           | [ 200 ]         |
|        | Демократическая партия России                | 25 декабря 2023 | Москва                                  | Ирина Свиридова (Регистрация отклонена; поддержан Владимир Путин) | [ 201 ]         |
|        | Коммунисты России                            | 28 декабря 2023 | Москва                                  | Сергей Малинкович (Регистрация отклонена)                         | [ 202 ]         |

## Кампании зарегистрированных кандидатов

### Кампания Владислава Даванкова

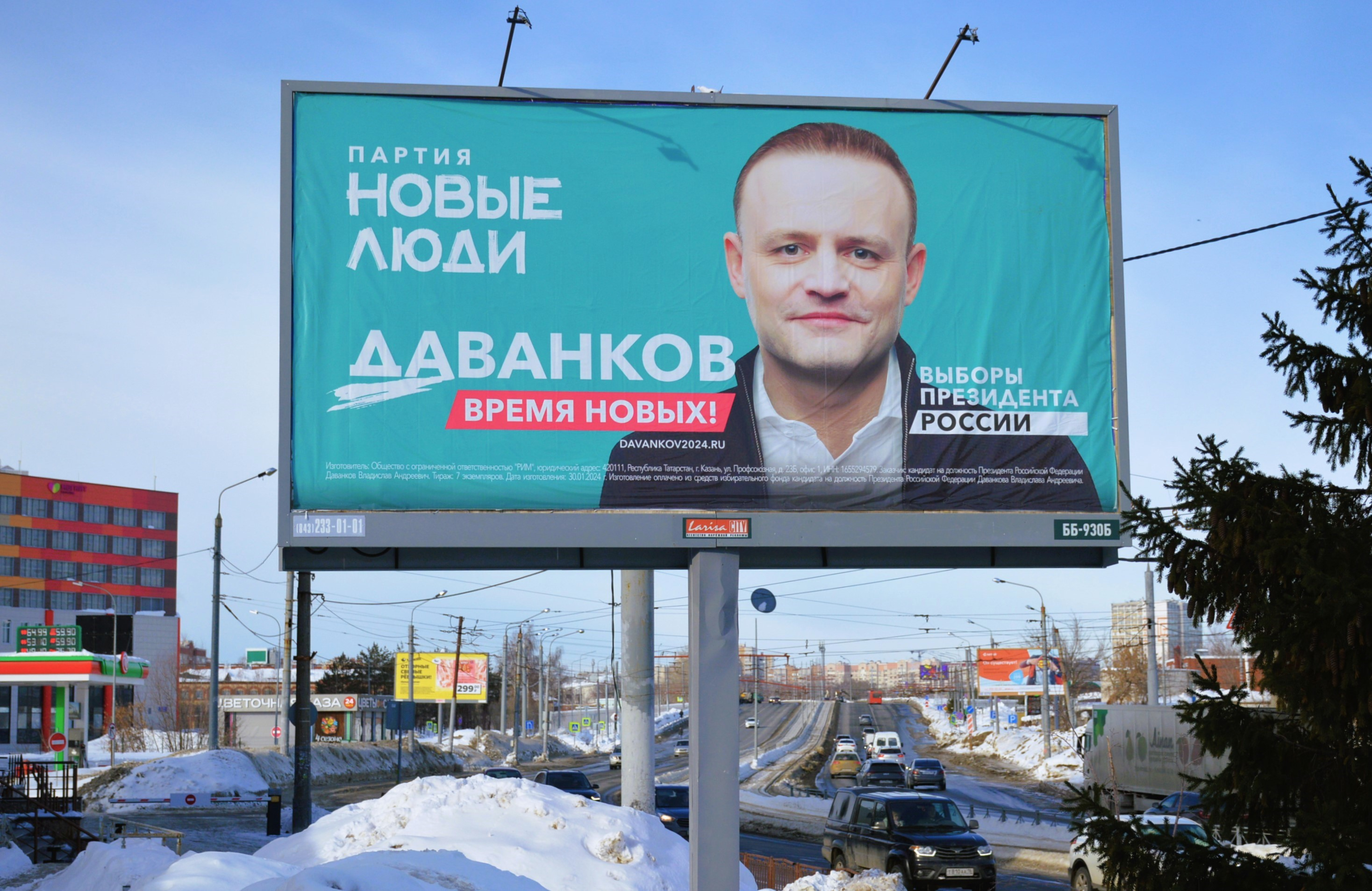
Агитация за Даванкова на билборде с лозунгом «Время новых!»

Владислав Даванков является заместителем председателя Госдумы. После выдвижения он заявил, что ключевым моментом его программы станет расширение гражданских свобод и возможностей для бизнеса путём снятия излишних ограничений и запретов. В выступлениях Даванков сосредоточивался на изложении своей собственной позиции, а не на критике конкурентов.
15 февраля 2024 года Даванков представил предвыборную программу. Помимо тезиса о гражданских свободах, в программе (без упоминания Украины) сказано, что России нужны «мир и переговоры на наших условиях»; общая цель переговоров определена Даванковым как «сохранение сильной и независимой России».
В начале марта 2024 года оппозиционный политик Максим Кац призвал россиян голосовать за Даванкова.
За время своей избирательной кампании Владислав Даванков представил на рассмотрение 11 законопроектов, которые были посвящены реформам местного самоуправления, сфере Интернета и развлечений.
На следующий день после окончания выборов, 18 марта, Путин провел встречу с остальными кандидатами на выборах президента. Владислав Даванков на этой встрече осудил украинские обстрелы Белгородской области, приведшие к массовой гибели мирных людей, и заявил, что «такие действия киевского режима не имеют никакого оправдания». Он также сказал: россияне, с которыми он встречался, искренне считают, что только Путин может победить в противостоянии с Украиной. В связи с этим оппозиционные СМИ обвинили Даванкова в поддержке «специальной военной операции».

### Кампания Путина
В начале 2023 года, согласно изданию «Meduza», Администрация президента России (АП РФ) начала подготовку к выборам Президента РФ. Кампания Путина нацеливалась на «идеологию консерватизма», а кандидат позиционировался как «хранитель традиционных ценностей», уделяя особое внимание традиционализму и «моральному превосходству России над Западом». Сама концепция изоляционного консерватизма, как сообщало издание, была взята в проработку ещё в конце 2021 года, постепенно подменив «русский мир» более мягким антизападным консерватизмом, однако в связи с полномасштабным вторжением на территорию Украины эти планы были скорректированы. В рамках пропаганды планировалось постепенное внедрение «российского мировоззрения», которое должно стать новым мировоззрением россиянина.
Ряд изданий сообщил, что АП РФ установила задачу получить более высокий процент голосов, чем на выборах 2018 года. Новые избирательные уловки и манипуляции с голосами планировалось опробовать и отладить на единых выборах 2023 года.
Как сообщало Business Insider, одной из тактик Путина на выборах являлась классическая схема затягивания объявления о своём выдвижении для создания иллюзии неопределённости выборов и недопущения консолидации оппозиции или формирования единого ядра против себя.
Значимыми проблемами избирательной кампании, по версии NBC, считались естественная убыль основного путинского электората — пенсионеров и пожилых людей, а также рост оппозиционных настроений среди молодёжи, с каждым годом численно увеличивающейся за счёт взросления подрастающих поколений.
Путин впервые объявил о своём выдвижении во время церемонии вручения наград в честь дня героев Отечества 8 декабря 2023 года. 20 декабря ЦИК утвердила документы инициативной группы, в которую вошли 500 человек, в том числе глава РСПП Александр Шохин, президент Курчатовского института Михаил Ковальчук, первый вице-спикер Совета Федерации Андрей Турчак, глава исполкома Народного фронта Михаил Кузнецов и другие. После этого был начат сбор подписей в поддержку кандидата. Предвыборный штаб Путина начал работу 21 декабря 2023 года, его сопредседателями стали руководитель Союза театральных деятелей РФ Владимир Машков, главный врач больницы № 52 г. Москвы Марьяна Лысенко и председатель Народного совета ДНР Артём Жога.
С 23 декабря 2023 по 17 января 2024 года по всей России в поддержку самовыдвижения Путина было собрано порядка 2,5 млн подписей. Критики отмечали некоторые злоупотребления административным ресурсом при сборе подписей, а также тот факт, что частотность упоминания Путина в телевизионных новостях в 40 раз превышала упоминания прочих кандидатов. 22 января Путин первым из самовыдвиженцев сдал подписи в ЦИК. 26 января ЦИК завершила проверку и подтвердила их соответствие требованиям. 29 января Центризбирком зарегистрировал Путина в качестве кандидата на пост президента России.
29 января было сообщено, что Путин не планирует принимать участия в предвыборных теледебатах.
29 февраля 2024 года Путин выступил с посланием Федеральному собранию; по словам пресс-секретаря главы государства, это послание «во многом можно [было] считать предвыборной программой». В частности, Путин проанонсировал увеличение МРОТ до 35 тыс. рублей; увеличение налоговых вычетов; продление программ материнского капитала и семейной ипотеки; продолжение модернизации системы ЖКХ; расширение газификации страны; обновление транспортной инфраструктуры, среди прочего — строительство 75 аэропортов, прокладка ряда ВСМ. Заявил о запуске пяти национальных проектов: «Семья», «Продолжительная и активная жизнь», «Молодёжь России», «Кадры», «Экономика данных». Также Путин заявил о формировании новой элиты России из участников боевых действий на Украине.

#### Поддержка Сергея Бабурина
Сергей Бабурин, выдвигавшийся от Российского общенародного союза, прошёл этап сбора подписей, но далее решил отказаться от борьбы, поддержав кандидатуру Путина.

### Кампания Леонида Слуцкого

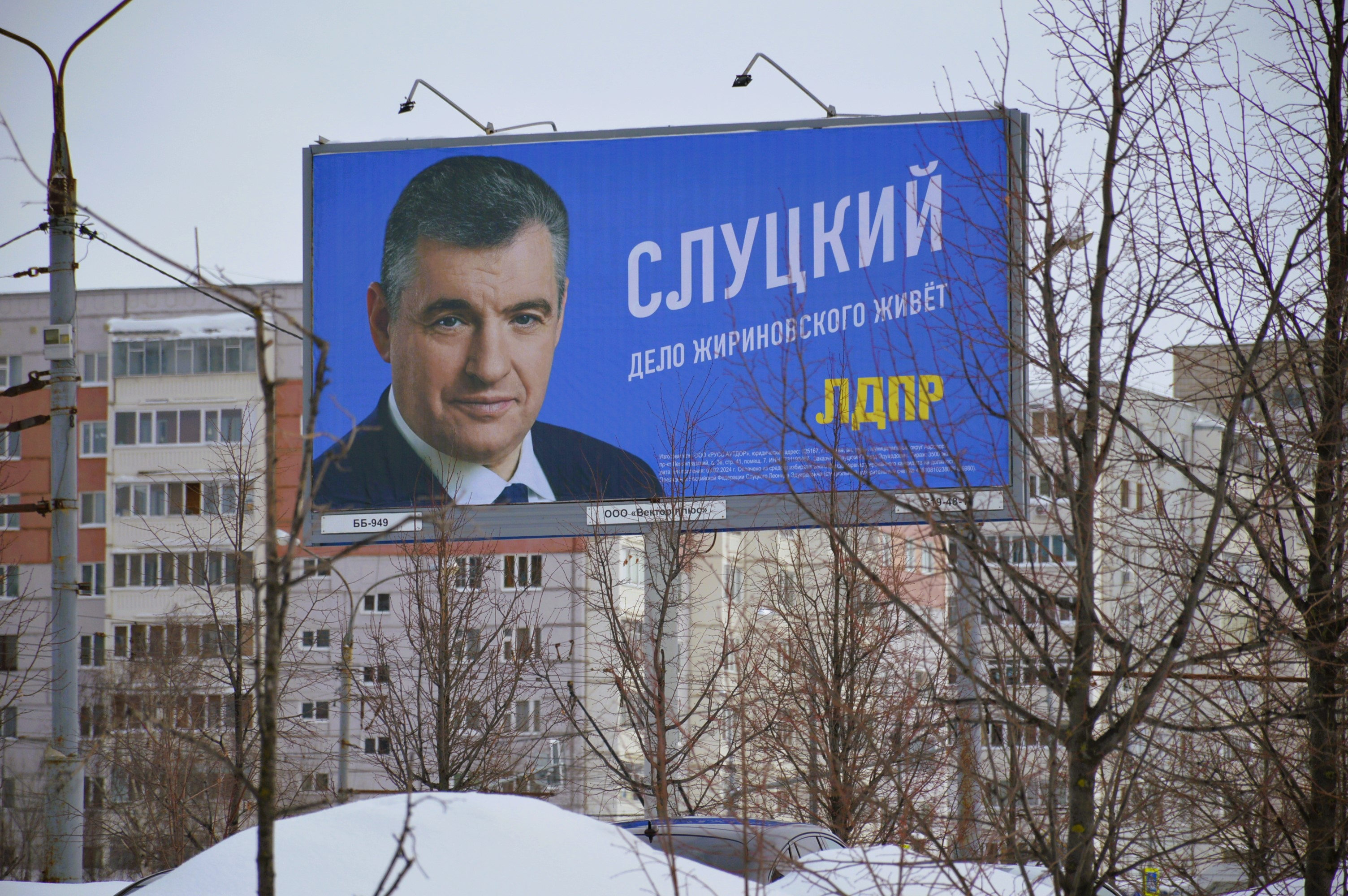
Агитация за Слуцкого на билборде с лозунгом «Дело Жириновского живёт»

Слуцкий служит председателем комитета Госдумы по международным делам и поддерживает проводимую правительством России внешнюю политику. Намеревался посетить более 30 регионов РФ и выслушать максимально широкий круг людей; первой была поездка на Чукотку. Ключевым пунктом его программы стала необходимость победы в СВО, а среди других тезисов — смена принципов налогообложения и финансовых отношений между столицей и регионами, регулирование цен на продовольствие и потребительских кредитов, поддержка уязвимых категорий населения. Позиционировал себя как верного последователя дела В. В. Жириновского, основателя ЛДПР.
Во время своей избирательной кампании Леонид Слуцкий представил на рассмотрение 15 законопроектов, среди которых предложения, касающиеся реформ, направленных на защиту прав разных категорий граждан, и регулирования отношений в нотариальной и налоговой сферах, а также в местном самоуправлении.

### Кампания Николая Харитонова

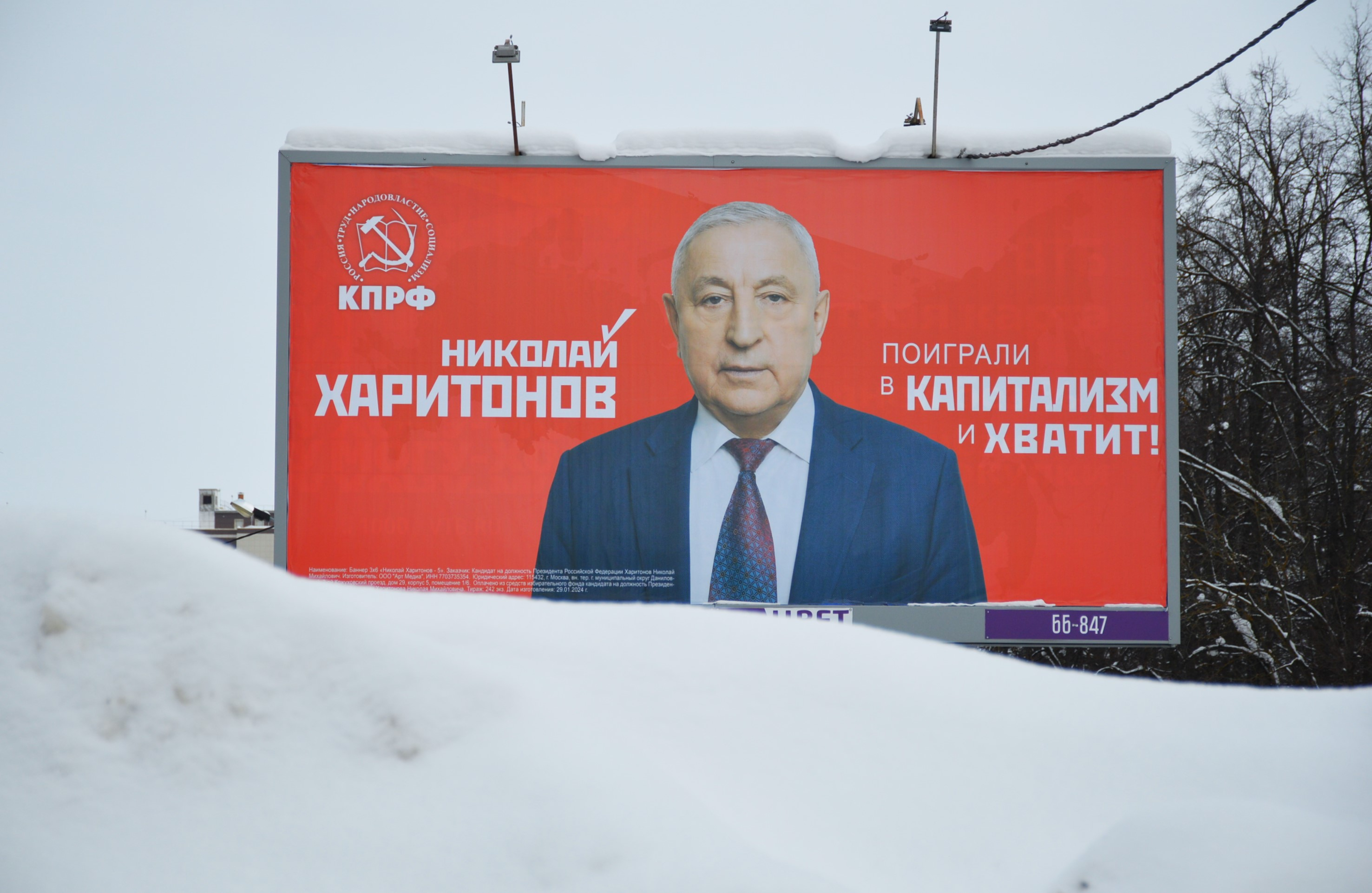
Агитация Харитонова на билборде с лозунгом «Поиграли в капитализм и хватит!»

Выборная кампания претендента от КПРФ Харитонова была в значительной мере построена на теме необходимости скорого достижения победы над Украиной. Обширной являлась и социальная повестка, включающая тезис о необходимости отмены «грабительской» пенсионной реформы, многократно озвучивавшийся представителями партии. В ходе президентской кампании Харитонов опирался на организационную поддержку лидера КПРФ Геннадия Зюганова, возглавившего штаб.
Лидер союзного с КПРФ «Движения за новый социализм» (ДЗНС) Николай Платошкин заявил, что кандидатура Харитонова выдвинута без согласования с ДЗНС и поэтому не будет им поддержана. Недовольство выдвижением Харитонова также высказали руководитель «Левого фронта» Сергей Удальцов и сторонники кандидата от КПРФ на предыдущих президентских выборах Павла Грудинина.
19 января Николай Харитонов представил свою предвыборную программу. Среди её пунктов: изменение социально-экономической политики, развитие промышленного и сельского хозяйства, национализация минерально-сырьевой базы, которая необходима для «новой индустриализации», введение прогрессивной шкалы налогообложения, увеличение пенсий и стипендий.

### Агитация за (не)участие в выборах
В течение октября 2023 года в среде представителей российской оппозиции развернулась дискуссия на тему целесообразности участия в президентских выборах в принципе. Аргументы за участие сводились к тезису о необходимости использования любой возможности влияния на ситуацию, даже при возможных фальсификациях. Аргументирующие против (за бойкот выборов) упирали на риск разочарования сторонников в случае, если результаты действительно будут сфальсифицированы, и на то, что участие якобы означает признание легитимности власти.
Отдельные представители оппозиции (Максим Кац, Михаил Ходорковский) призывали к формированию широкой оппозиционной коалиции, ставящей целью выработку совместной стратегии и общего призыва к избирателям. Символом кампании за активное участие объединённой оппозиции в выборах (голосованием за любого кандидата кроме Путина или порчей бюллетеня) стал розовый единорог (результат реклейминга: Мария Певчих призвала Максима Каца «прекратить продавать розовые сопли единорогов», тот в ответ призвал сделать розового единорога символом кампании). На дебатах между Максимом Кацем (отстаивавшим призыв к коалиции и голосованию против Путина) и Майклом Наки (отстаивавшим позицию необходимости дождаться сведений о кандидатах и условиях участия, транслируемую ФБК) Кац победил с результатом 62 %. Представители Фонда борьбы с коррупцией Алексея Навального по состоянию на 18 октября от участия в коалиции отказывались, однако сам Навальный высказался за голосование против Путина и «Единой России», а также опубликовал опрос, призванный изучить, к чему склоняется общественное мнение: к голосованию или бойкоту, и оценить серьёзность намерений лидеров мнений.
Григорий Явлинский на сайте своей партии непосредственно перед выборами призвал граждан либо вообще не приходить голосовать, либо портить бюллетени — ввиду того, что «будущее страны определяется не процентами голосов, а тем, как скоро прекратятся боевые действия и начнутся мирные переговоры», а кандидаты «едины во всех ключевых вопросах, в том числе — по отношению к СВО».
17 февраля (за 28 дней до основного дня выборов) начался агитационный период в СМИ, который завершился 15 марта в 00:00 по местному времени. «День тишины» накануне дня голосования, в который запрещается предвыборная агитация, в мае 2021 года был отменён для многодневных выборов. Бесплатный эфир для агитации кандидатов на выборах в 2024 году предоставили пять федеральных телеканалов (Общественное телевидение России, Первый канал, «Россия-1», «Россия-24», «ТВ-Центр») и три радиостанции («Радио России», «Маяк» и «Вести ФМ»). С 26 февраля проходили телевизионные дебаты, в которых приняли участие три кандидата в президенты.
В канун выборов Путин выступил с обращением к россиянам и призвал всех принять участие в голосовании на выборах, подчеркнув, что их итоги «прямо повлияют на развитие страны в предстоящие годы».
Стимулировать явку избирателей был призван ряд акций (лотереи, викторины, опросы) с призами, которые проходили на избирательных участках и онлайн параллельно с выборами во многих регионах страны. Так, в Свердловской, Самарской, Нижегородской, Оренбургской, Новосибирской областях и других регионах страны проходили викторины, в основном посвящённые истории субъекта.
По сообщению «Новой газеты Европа», Кремль задействовал в пропаганде голосования как минимум 105 тысяч государственных организаций — в первую очередь школы, детские сады и местные администрации. С начала 2024 года в социальной сети «ВКонтакте» были опубликованы сотни тысяч постов с рекламой выборов, электронного голосования и лично Путина, причём почти 75 % из них были написаны по методичкам. Сообщалось о предположительных массовых взломах страниц неактивных пользователей для публикации на них постов, призывающих участвовать в выборах (в некоторых случаях голосовать за Путина).
По сообщению Би-би-си, жителей оккупированных территорий Украины различными способами принуждали участвовать в «выборах». В том числе в этом был задействован проект «ИнформУИК», якобы призванный информировать местных жителей о процедуре голосования и обо всех кандидатах. Местный житель одного из оккупированных Россией регионов Украины рассказал, что «сотрудничающие с российскими властями ходят с урнами для бюллетеней от дома к дому в поисках избирателей, а сопровождают их вооружённые солдаты».

#### Акция «Полдень против Путина»
Навальный (незадолго до своей кончины) и его соратники призвали россиян поддержать акцию «Полдень против Путина», идея которой была предложена оппозиционным политиком Максимом Резником. Смысл акции состоит в том, чтобы антипутински настроенные избиратели пришли к своим избирательным участкам в одно время — 17 марта в 12 часов по местному времени и таким образом продемонстрировали себе и окружающим, что их много. Владимир Путин похвалил оппозиционеров за призывы прийти на избирательные участки, заявив, что он тоже агитировал приходить на выборы.

## Кампании незарегистрированных участников
В разделе даётся информация о кампаниях кандидатов, допущенных ЦИК к этапу сбора подписей в свою поддержку, но не зарегистрированных.

### Кампания Анатолия Баташева
Будучи блогером и экологическим активистом, Баташев сконцентрировал свою кампанию на экологических вопросах. Ему не удалось собрать необходимого для регистрации числа подписей, и он заявил о прекращении кампании. Однако формально личного заявления Баташева о снятии не поступило, и в соответствии с законом его отстранила ЦИК.

### Кампания Сергея Малинковича
Предвыборная программа Сергея Малинковича — «Десять сталинских ударов по капитализму и американскому империализму». Её цель — восстановление советской власти ленинско-сталинского типа. С аналогичной программой ранее выступал Максим Сурайкин, предшественник Малинковича в функции главы партии «Коммунисты России» (считающейся спойлером КПРФ). Также программа включала победоносное завершение «спецоперации» на Украине. 5 февраля Малинкович сообщил, что ЦИК обнаружила в подписях в его поддержку 14 % брака. Оспаривать это он не стал. 8 февраля избирательная комиссия отказала Малинковичу в регистрации кандидатом на выборах президента России.

### Кампания Бориса Надеждина
12 октября 2023 года Борис Надеждин сообщил о своём желании участвовать в предстоящих выборах президента, добавив, что ещё не принял окончательного решения, выдвигаться от партии или в качестве самовыдвиженца. 31 октября стало известно, что Борис Надеждин будет баллотироваться от партии «Гражданская инициатива».
23 декабря на VII съезде партии «Гражданская инициатива» Надеждин был выдвинут кандидатом на президентские выборы и вступил в партию. За кандидата единогласно проголосовали 60 делегатов на тайном голосовании, в бюллетень был внесён только Надеждин.
23 января 2024 года штаб Надеждина сообщил, что было собраны более 100 тысяч подписей в 75 регионах страны. На следующий день пресс-секретарь президента России Дмитрий Песков заявил, что Кремль не согласовывал выдвижение в президенты Бориса Надеждина и не рассматривает его в качестве соперника Путина.
Надеждин высказался против продолжения войны на Украине, а также заявил, что Путин ведёт страну «к катастрофе».
Согласно результатам опроса, проведённого 27—30 января социологами «Russian Field», по электоральному рейтингу Надеждин занял второе место после Путина, значительно опередив других кандидатов в президенты.
3 февраля стало известно, что более 60 типографий в Москве и других городах России, а также в Московской области, отказались печатать предвыборную газету Бориса Надеждина.
5 февраля представитель его штаба сообщил, что ЦИК нашла 15 % брака из 60 тысяч проверенных подписей в подписных листах в поддержку Надеждина. Команда Надеждина не согласилась с выводами ЦИК и собиралась их оспаривать.
8 февраля ЦИК сообщила о признании 9147 подписей в поддержку Надеждина недействительными. Среди них были обнаружены данные 11 умерших граждан, из-за недостоверности данных были признаны недействительными 858 подписей. Комиссия признала действительными 95 587 подписей и отказала Борису Надеждину в регистрации кандидатом на выборах президента России.
По оценке политолога Аббаса Галлямова, отказ Надеждину в регистрации очень сильно ударит по легитимности Путина; однако в случае регистрации Надеждина у Путина не было бы практически никаких шансов выиграть у него.

#### Поддержка Екатерины Дунцовой
Екатерина Дунцова — журналистка из Ржева. Подала документы для участия в выборах, но ЦИК отказала ей в регистрации. После этого решила поддерживать кампанию Бориса Надеждина.
На стриме, проведённом на своём YouTube-канале политиком Юлией Галяминой, Борис Надеждин и Екатерина Дунцова заявили о готовности помогать друг другу в сборе подписей.
23 декабря Центральная избирательная комиссия вынесла решение об отказе в регистрации Дунцовой в качестве кандидата на выборах, поскольку в представленных ею документах было обнаружено 100 ошибок. После этого Дунцова заявила, что намерена обжаловать решение ЦИК в Верховном суде. Также она обратилась к партии «Яблоко» с просьбой выдвинуть её кандидатом от этой партии, но получила отказ. На стриме в YouTube-канале журналиста Александра Плющева также заявила, что в случае отказа «Яблока» будет обращаться и к другим политическим партиям — в частности, к «Партии роста» и «Зелёной альтернативе». 27 декабря стало известно, что судья Верховного суда Олег Нефёдов отклонил иск.
Дунцова объявила о намерении создать демократическую политическую партию, а также поддерживать кампанию Бориса Надеждина.

### Кампания Рады Русских
Рада Русских — блогер и предприниматель в индустрии красоты. Опыта как политик на момент выдвижения не имела, симпатизирует партии «Новые люди». Своё выдвижение на пост президента рассматривала как способ приобрести известность для возможной реализации политических амбиций в будущем. На победу не рассчитывала и даже заявляла, что её избрание явилось бы худшим из гипотетически возможных сценариев. Тем не менее она подала небольшое, заведомо недостаточное, число подписей избирателей в ЦИК; по формальным основаниям ЦИК не допустила её до выборов.

### Кампания Ирины Свиридовой
Свиридова была выдвинута одной из старейших партий России — ДПР. По мнению коллег из партии, выдвижение являлось «заявкой на участие в политике» в будущем; при некоторых маловероятных раскладах Свиридова могла стать техническим кандидатом для Путина. В итоге претендентке не удалось собрать требуемого числа подписей; хотя формально она не написала заявления об отказе от дальнейшего участия, её в соответствии с законом отстранила ЦИК.

## Наблюдение

### Российские наблюдатели
Количество общественных наблюдателей на выборах составило 333 599 человек. В декабре 2023 года ЦИК объявила, что в общей сложности видеонаблюдением планировалось охватить 40 тысяч объектов в 89 регионах страны, где голосуют около 80 % избирателей. Видеонаблюдение не велось на избирательных участках, организованных в больницах, СИЗО, воинских частях, на судах и полярных станциях. Полученные записи будут храниться у комиссии в течение года. Трансляция с камер шла на служебный портал, доступ к которому имелся у избирательных комиссий всех уровней, представителей зарегистрированных кандидатов и выдвинувших их партий, наблюдателей от общественных палат, уполномоченного по правам человека, представителей Совета по правам человека, Минцифры. Публичный доступ к видеонаблюдению на выборах с 2021 года закрыт. На выборах присутствуют наблюдатели от кандидатов, представители российских общественных организаций, а также международные наблюдатели. Партия «Новые люди» отказалась от привлечения независимых наблюдателей на этих выборах. Не имеют права наблюдать за ходом голосования граждане и организации, объявленные иностранными агентами.

### Иностранные наблюдатели
К 9 января 2024 года ЦИК пригласила для участия в наблюдении за выборами президента РФ 2024 года представителей стран СНГ, Бангладеш, Венесуэлы, Камбоджи, Намибии, Камеруна, Мьянмы, Таиланда, Сербии, Зимбабве.
ЦИК направила приглашения для наблюдения за выборами в 95 стран. На выборы не были приглашены наблюдатели от Бюро по демократическим институтам и правам человека ОБСЕ. МИД РФ объяснил это тем, что организация пристрастна и политизирована в своих оценках.
15 марта Элла Памфилова сообщила, что на выборы были аккредитованы 706 наблюдателей из 106 стран. В рамках программы международного наблюдения запланировано посещение ими не менее 52—53 регионов.
18 марта делегации наблюдателей от СНГ, ОДКБ (за исключением Армении), ШОС, а также ЦИК, парламентов и представителей электоральных ассоциаций ряда стран ближнего зарубежья, государств Африки, Азии и ближневосточного региона (более 50 иностранных избирательных органов) признали президентские выборы в России 2024 года демократичными, прозрачными и законными.

## Досрочное голосование
На президентских выборах 2024 года досрочное голосование проводилось для жителей труднодоступных и отдалённых местностей в 37 регионах России с 25 февраля по 14 марта. В частности, досрочное голосование прошло в аннексированных Донецкой (с 10 по 14 марта) и Луганской (с 11 по 14 марта) народных республиках, Запорожской (с 25 февраля) и Херсонской (в два этапа: с 27 по 29 февраля и с 1 по 3 марта) областях, где действует военное положение. По информации Эллы Памфиловой, к 14 марта на досрочных выборах в 42 регионах РФ проголосовали около 2 миллионов человек.
По информации ЦИК, досрочное голосование за рубежом было доступно на 67 участках в 45 странах. Их количество сократилось по сравнению с выборами 2018 года: не функционировало 113 участков на территории других стран. По заявлению зампреда ЦИК Николая Булаева, такое произошло не по вине российской стороны, а из-за «недружественных» государств. Официальный представитель МИД РФ Мария Захарова заявила, что по состоянию на 13 марта более 40 тысяч человек приняли участие в досрочном голосовании за рубежом.

## Основные дни голосования

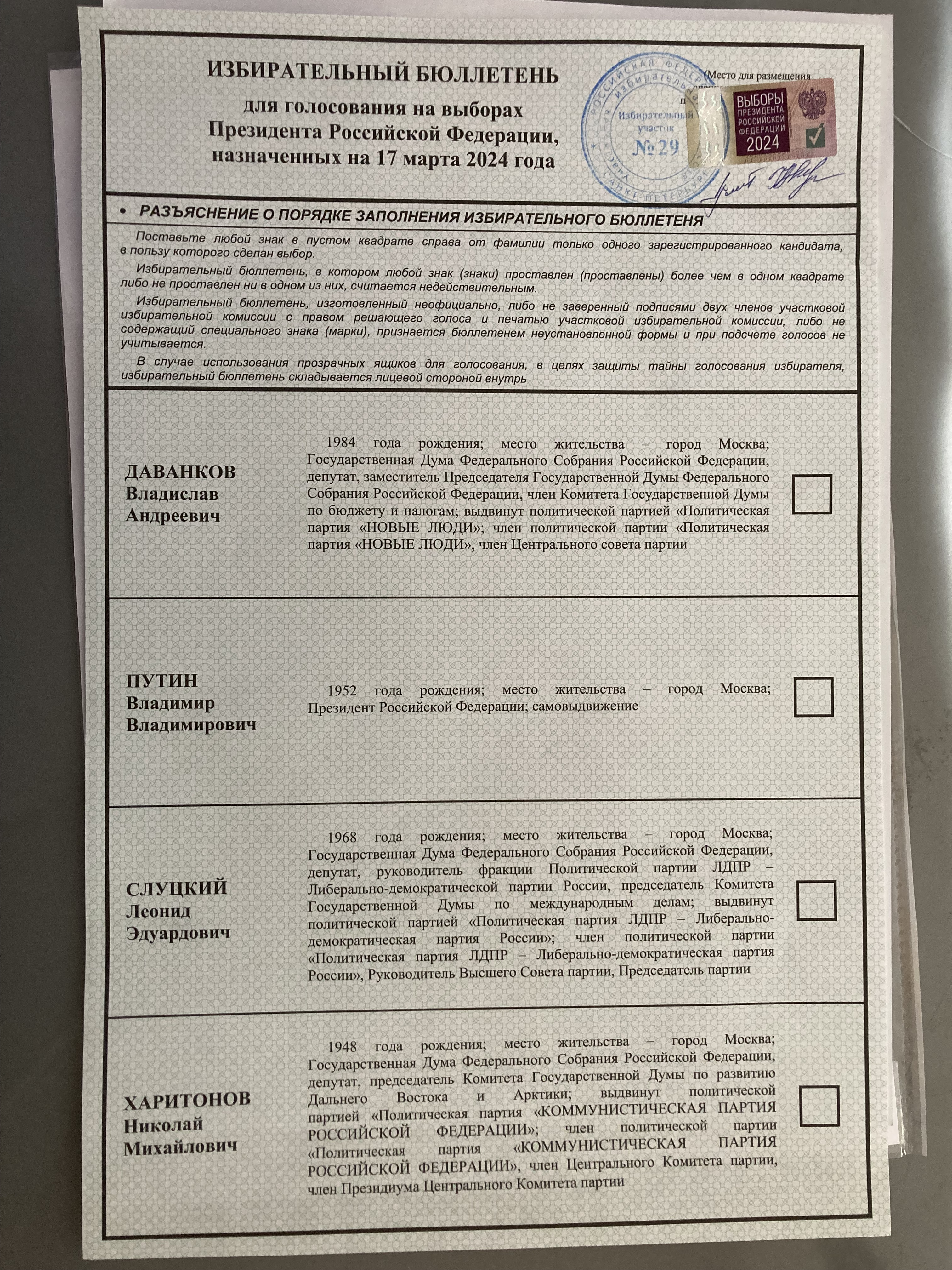
Избирательный бюллетень

### 15 марта
Согласно официальным данным, по итогам первого дня голосования явка избирателей составила 35,4 %. Самый высокий показатель явки ЦИК зафиксировала на Чукотке: 63,66 % избирателей. Далее следуют Тува (62,25 %) и Кемеровская область (61,62 %).
Символическая церемония старта общероссийского основного голосования прошла в Центральной избирательной комиссии за несколько минут до открытия избирательных участков на Камчатке и Чукотке, в ходе неё начала свою работу специальная видеостена, по которой транслируется процесс голосования из разных регионов. Торжественную церемонию посетила глава ЦИК России Элла Памфилова.
15 марта 2024, в первый день голосования, Председатель Европейского совета Шарль Мишель поздравил Путина с «победой» на стартовавших выборах. «Хотел бы поздравить Путина с убедительной победой на выборах, которые начинаются сегодня. Никакой оппозиции. Никакой свободы. Никакого выбора», — написал он на своей странице в соцсети X.
15 марта Белгород был обстрелян ракетами, в результате голосование на избирательных участках на некоторое время приостанавливалось. Система электронного голосования перешла в «режим очереди» из-за «беспрецедентного количества желающих» проголосовать. РИА Новости сообщило, что что в первые полчаса через систему проголосовали свыше 500 тысяч человек.
За первый день голосования в РФ было возбуждено порядка 15 уголовных дел по статье о «воспрепятствовании работе избирательных комиссий».

### 16 марта
К утру второго дня голосования мониторинговая группа по соблюдению избирательных прав россиян, работающая в аппарате уполномоченного по правам человека в России Татьяны Москальковой, нарушений на выборах президента не зафиксировала. На «карту сообщений» ассоциации «Независимый общественный мониторинг» поступило более 39 500 сообщений, в основном нейтрального информационного содержания, касающихся сохранности бюллетеней в ночное время и проверки работы КОИБов.

### 17 марта
На избирательных участках в России и за рубежом состоялась протестная акция российской оппозиции «Полдень против Путина».

## Голосование за рубежом

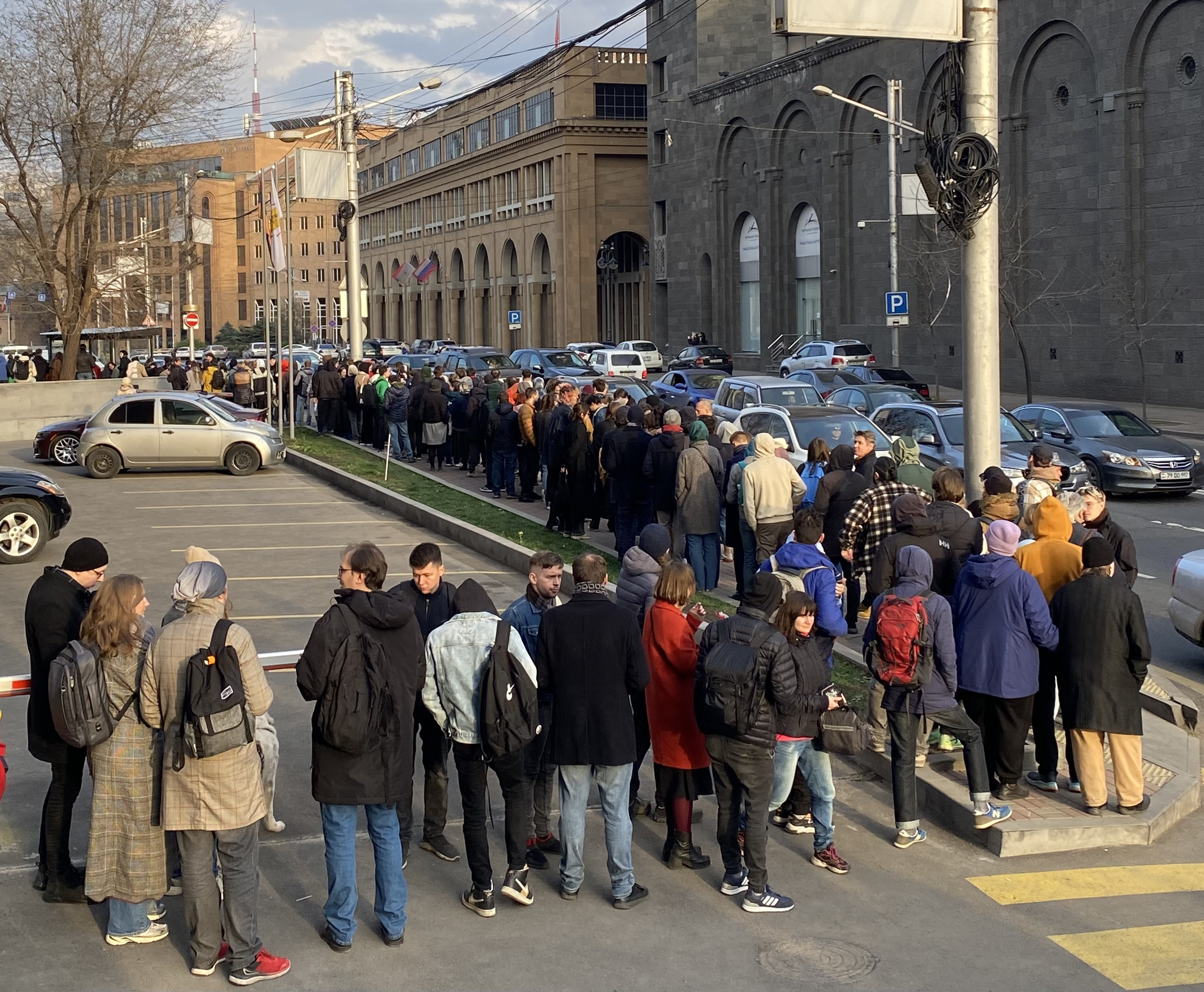
Очередь к избирательному участку в здании посольства России в Ереване, «Полдень против Путина» 17 марта

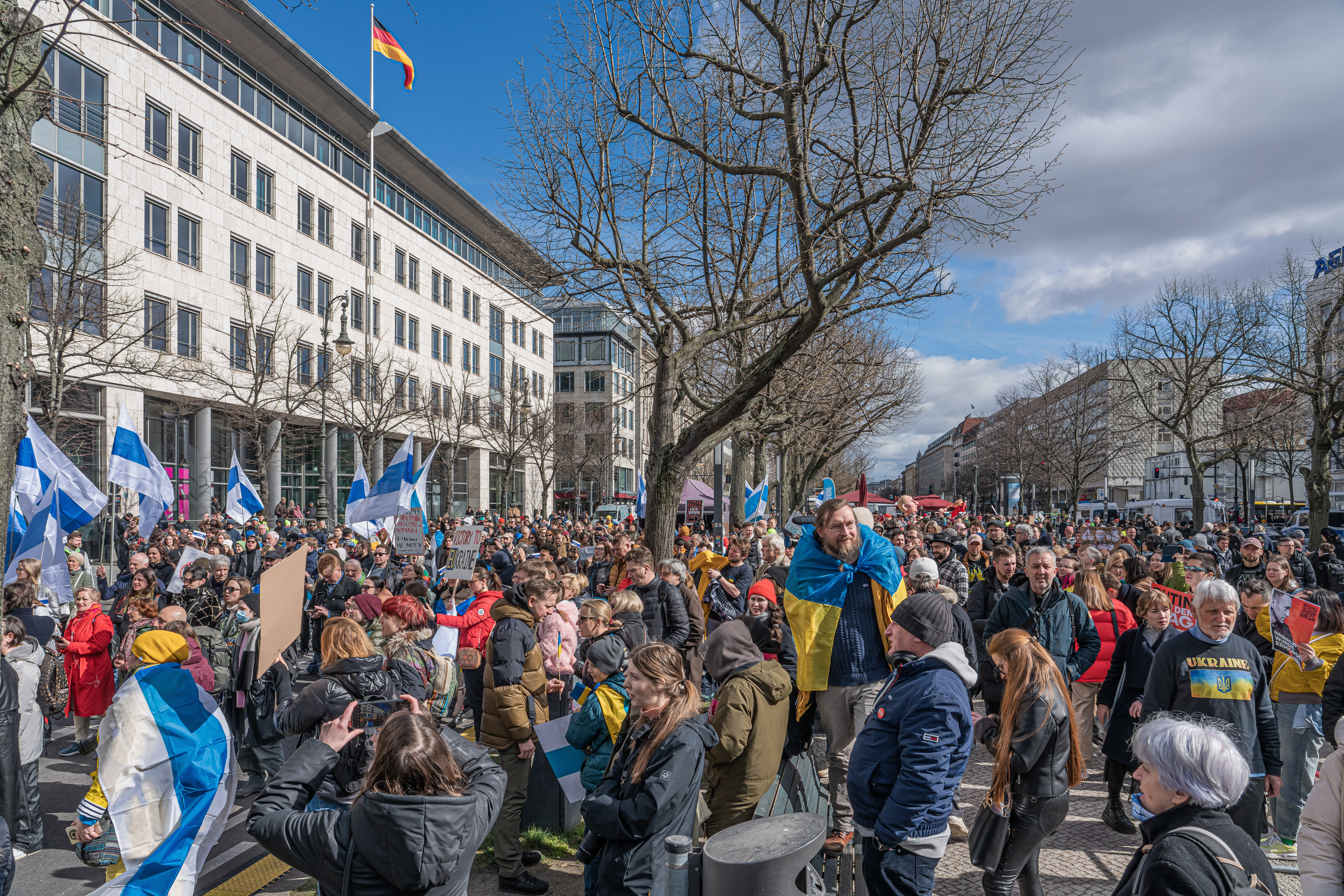
Митинг в Берлине в полдень 17 марта

По информации ЦИК, основанной на данных консульского учёта, на 1 июля 2023 года за пределами РФ находились 2 млн избирателей. Сотни тысяч россиян эмигрировали после начала российского вторжения на Украину.
В начале января 2024 года МИД России высказал предположение, что посольства РФ в значительной части «недружественных стран» не смогут организовать участки для выборов по причине сокращения персонала из-за высылки российских дипломатов, а также ввиду опасений за безопасность избирателей.
Однако 26 января МИД официально заявил, что избирательные участки на выборах президента Российской Федерации будут открыты во всех странах, где имеются дипломатические представительства России, в том числе в недружественных государствах.
24 января ЦИК разъяснила, что гражданам России, находящимся за рубежом, для участия в выборах необходимо предварительно подать заявление об исключении из списка избирателей на участке по месту жительства.
21 февраля комиссия сообщила, что вне территории РФ будет создано 288 избирательных участков в 144 иностранных государствах. В исключительных случаях участки должны были быть образованы не позднее 9 марта. За процедурой выборов следят не более трёх наблюдателей на участок, а также представители аккредитованных СМИ.
17 марта в непризнанной Приднестровской Молдавской Республике были открыты шесть избирательных участков. Министр иностранных дел Молдовы Михаил Попшой заявил, что Кишинёв не дал разрешение на открытие избирательных участков в приднестровском регионе, поскольку не контролирует эту территорию и не может обеспечить надлежащие условия и безопасность. Он также предупредил, что правительство «примет меры, чтобы предупредить действия, противоречащие суверенитету Молдавии».
Власти Латвии предупреждали о намерении проверять документы о праве нахождения в стране у россиян, пришедших голосовать в посольство в Риге.
По окончательной информации ЦИК, за рубежом проголосовал 388 791 избиратель. Из них за Владимира Путина — 281 845 (72,54 %), за Владислава Даванкова — 63 869 (16,44 %), за Николая Харитонова — 8 770 голосов (2,26 %), за Леонида Слуцкого — 7 735 голосов (1,99 %). Элла Памфилова отметила большой процент недействительных бюллетеней в странах, куда в последние годы переехало большое количество россиян.

## Происшествия и нарушения в ходе голосования

### Досрочное голосование
В первый день досрочного голосования в Новой Каховке Херсонской области (27 февраля 2024 года) были взорваны две бомбы: в местном отделении партии «Единая Россия» и недалеко от избирательного участка. 6 марта член участковой избирательной комиссии с правом решающего голоса № 260 города Бердянска аннексированной части Запорожской области Елена Ильина погибла в результате подрыва автомобиля самодельным взрывным устройством. 12 марта Сибирский батальон и легион «Свобода России», вооружённые группировки, воюющие на стороне Украины, атаковали приграничные регионы России — Курскую и Белгородскую область. Представители группировок признали, что нападения приурочены к президентским выборам в России. В преддверии выборов Украина усилила удары по приграничной инфраструктуре России. The Washington Post не нашла никаких признаков того, что все эти усилия увенчались успехом. По мнению издания, такие нападения только увеличили поддержку Путина.

### 15 марта
Избирком аннексированной части Херсонской области 15 марта сообщил об ударах со стороны Вооружённых сил Украины по помещениям участковых комиссий в селе Брилёвка, где есть пострадавшие, а также в городе Каховке. Также сообщалось о взрыве бомбы, заложенной в мусорную урну перед избирательным участком в Скадовске.
В разных регионах России были зарегистрированы случаи порчи бюллетеней для голосования путём вливания в избирательные урны различных красящих жидкостей. Так, 15 марта в Москве молодая женщина плеснула зелёнку в урну для голосования. Как сообщается, она выкрикивала проукраинские лозунги, переговариваясь с кем-то по телефону. Следственный комитет сообщил о возбуждении уголовного дела по статье о воспрепятствовании работе избирательных комиссий. Подобные случаи произошли в Воронежской, Волгоградской и Ростовской областях, Крыму. Председатель ЦИК Элла Памфилова заявила, что многие задержанные после заливки урн жидкостями признавались, что делали это за деньги. Большей части из них, по сообщениям государственных СМИ, заплатила Украина[стиль]. По словам Памфиловой, людям, которые подобным вандализмом пытались сорвать голосование, грозит до пяти лет тюремного заключения. Также она заявила, что в действиях задержанных содержатся «элементы терроризма», поскольку такого рода действия якобы инициируются из-за рубежа. Членам участковых комиссий было поручено привлечь силовые структуры для усиления охраны урн.
Также сообщалось об организации поджогов. 15 марта в Санкт-Петербурге девушка бросила коктейль Молотова на избирательном участке. Как утверждает сама девушка, она сделала это по заданию украинского Telegram-канала. Попытки поджогов происходили в Марьино и Ханты-Мансийском автономном округе. По информации BBC, задержанные за порчу бюллетеней и поджоги урн совершили правонарушения, так как их заставили это сделать мошенники, так же, как люди старшего возраста, заключённые под стражу за поджоги военкоматов в 2023 году.

### 16 и 17 марта
16 марта сопредседатель движения «Голос» Станислав Андрейчук сообщил о первом видеосвидетельстве вброса голосов на выборах. Он написал, что на видео, снятом на избирательном участке № 232и5 в Краснодарском крае, было зафиксировано, как женщина вбрасывает несколько бюллетеней в урну. Председатель ЦИК Элла Памфилова 16 марта заявила об отсутствии серьёзных нарушений на выборах. По её словам, в результате вливания жидкостей и попыток поджогов было безвозвратно испорчено 214 бюллетеней.
16 и 17 марта на избирательных участках продолжились попытки облить бюллетени зелёнкой, а также взорвать на избирательном участке петарды. 17 марта на избирательном участке в Перми женщине, которая подожгла петарду, по предварительной информации, взрывом оторвало руку. «ОВД-Инфо» сообщило, что во время выборов по всей стране задержаны как минимум 80 человек в 20 городах. Всего, по данным замглавы МВД России Александра Горового, за три дня выборов было возбуждено 61 уголовное дело, составлено 155 административных протоколов. Председатель ЦИК Элла Памфилова заявила об около 280 тысяч заблокированных хакерских атак.
17 марта в Кишинёве 54-летний гражданин Молдовы бросил два коктейля Молотова в здание российского посольства, где проходило голосование. Мужчина попытался скрыться, его догнали и задержали охранявшие здание сотрудники полиции. Огонь потушили сотрудники посольства. В результате инцидента работу избирательного участка пришлось прервать на некоторое время.
В Ханты-Мансийске и Санкт-Петербурге были задержаны волонтёры от партии «Гражданская инициатива», которые проводили экзитполы. SOTA и «ОВД-Инфо» заявили о задержании как минимум трёх человек на избирательных участках, которые оставили протестные надписи на бюллетенях в Москве и Московской области.

## Социологические исследования

### Опросы
По данным исследования, проведённого группой независимых социологов «Russian Field» 13—16 мая 2023 года, на вопрос «Если бы среди кандидатов в президенты появился достойный и близкий вам по взглядам человек, вы бы проголосовали за этого кандидата или за Владимира Путина?» 45 % респондентов выбрало ответ «За альтернативного кандидата», 41 % — «За Владимира Путина».
Проведённый NORC (Чикагский университет) в ноябре 2023 года опрос (опрошено 1046 человек, погрешность 3,4 %) показал, что за Путина точно проголосуют либо склоняются к голосованию за его кандидатуру 66 % опрошенных россиян, наибольшую поддержку действующий президент имеет среди женщин и лиц старше 30 лет.
Согласно социологическому опросу, проведённому «Левада-центром» 23—29 ноября 2023 года (репрезентативная выборка 1625 человек в 50 субъектах РФ, статистическая погрешность не более 3,4 %), о намерении участвовать в голосовании на президентских выборах 2024 года сообщили 66 % россиян. 65 % опрошенных полагали, что выборы будут честными. При условии, что выборы состоятся в ближайшее воскресенье, за Путина готовы были проголосовать 58 % опрошенных. Отмечалось, что уровень электоральной поддержки Путина значительно вырос на фоне консолидации общественного мнения в начале 2022 года.
Социологические компании ФОМ и ВЦИОМ, которые на прошлых президентских выборах публиковали рейтинги кандидатов в президенты с начала избирательной кампании, в этот раз воздерживались от таких публикаций до регистрации кандидатов.
Для сравнения разных опросов в данной таблице отображены результаты по одной методике: с закрытым перечнем вариантов ответа, в процентах от всех опрошенных.
| Источник      | Даты опроса               | Вы- борка                                                   | Макс. погреш- ность                                         |                                                             |                                                             |                                                             |                                                             |                                                             | Другой канди- дат / Испорчу бюлле- тень                     | Не опреде- лилось                                           | Нет ответа / Не буду голо- совать                           | Лиди- рование                                               |  |     |     |     |     |      |      |      |
| Источник      | Даты опроса               | Вы- борка                                                   | Макс. погреш- ность                                         | Владимир Путин                                              | Борис Надеждин                                              | Николай Харитонов                                           | Леонид Слуцкий                                              | Владислав Даванков                                          | Другой канди- дат / Испорчу бюлле- тень                     | Не опреде- лилось                                           | Нет ответа / Не буду голо- совать                           | Лиди- рование                                               |  |     |     |     |     |      |      |      |
| Источник      | Даты опроса               | Вы- борка                                                   | Макс. погреш- ность                                         | Самовы- движенец                                            | Гражданская инициатива                                      | КПРФ                                                        | ЛДПР                                                        | Новые люди                                                  | Другой канди- дат / Испорчу бюлле- тень                     | Не опреде- лилось                                           | Нет ответа / Не буду голо- совать                           | Лиди- рование                                               |  |     |     |     |     |      |      |      |
| ------------- | ------------------------- | ----------------------------------------------------------- | ----------------------------------------------------------- | ----------------------------------------------------------- | ----------------------------------------------------------- | ----------------------------------------------------------- | ----------------------------------------------------------- | ----------------------------------------------------------- | ----------------------------------------------------------- | ----------------------------------------------------------- | ----------------------------------------------------------- | ----------------------------------------------------------- |  | --- | --- | --- | --- | ---- | ---- | ---- |
| Источник      | Даты опроса               | Вы- борка                                                   | Макс. погреш- ность                                         | ExtremeScan                                                 | 8—12 марта 2024                                             | 1000                                                        | —                                                           | 55 %                                                        | Другой канди- дат / Испорчу бюлле- тень                     | Не опреде- лилось                                           | Нет ответа / Не буду голо- совать                           | Лиди- рование                                               |  | 2 % | 2 % | 3 % | 2 % | 23 % | 13 % | 52 % |
| ИРПЗ          | 6—10 марта 2024           | 1003                                                        | —                                                           | 56 %                                                        |                                                             | 5 %                                                         | 3 %                                                         | 9 %                                                         | 3 %                                                         | 20 %                                                        | 4 %                                                         | 47 %                                                        |  |     |     |     |     |      |      |      |
| ЦИПКР         | 6—10 марта 2024           | 1012                                                        | ± 6,6 %                                                     | 55 %                                                        |                                                             | 5 %                                                         | 4 %                                                         | 4 %                                                         | 1 %                                                         |                                                             | 30 %                                                        | 50 %                                                        |  |     |     |     |     |      |      |      |
| ВЦИОМ         | 6 марта 2024              | —                                                           | —                                                           | 58 %                                                        |                                                             | 4 %                                                         | 4 %                                                         | 4 %                                                         | 1 %                                                         |                                                             | 29 %                                                        | 54 %                                                        |  |     |     |     |     |      |      |      |
| ФОМ           | 4—6 марта 2024            | 1500                                                        | ± 3,6 %                                                     | 56 %                                                        |                                                             | 4 %                                                         | 4 %                                                         | 3 %                                                         | 3 %                                                         |                                                             | 30 %                                                        | 54 %                                                        |  |     |     |     |     |      |      |      |
| ExtremeScan   | 1—5 марта 2024            | 1000                                                        | —                                                           | 57 %                                                        |                                                             | 3 %                                                         | 1 %                                                         | 3 %                                                         | 2 %                                                         | 22 %                                                        | 12 %                                                        | 54 %                                                        |  |     |     |     |     |      |      |      |
| ЦИПКР         | 1—5 марта 2024            | 1008                                                        | ± 6,6 %                                                     | 61 %                                                        |                                                             | 6 %                                                         | 3 %                                                         | 5 %                                                         | 6 %                                                         | 4 %                                                         | 15 %                                                        | 55 %                                                        |  |     |     |     |     |      |      |      |
| ИРПЗ          | 26 февраля — 5 марта 2024 | 1601                                                        | ± 2,5 %                                                     | 56 %                                                        |                                                             | 3 %                                                         | 2 %                                                         | 6 %                                                         | 2 %                                                         | 31 %                                                        | 0,1 %                                                       | 50 %                                                        |  |     |     |     |     |      |      |      |
| Russian Field | 1—4 марта 2024            | 2074                                                        | —                                                           | 66 %                                                        |                                                             | 5 %                                                         | 4 %                                                         | 6 %                                                         | 0,4 %                                                       | 5 %                                                         | 14 %                                                        | 60 %                                                        |  |     |     |     |     |      |      |      |
| ВЦИОМ         | 2—3 марта 2024            | 1600                                                        | ± 2,5 %                                                     | 60 %                                                        |                                                             | 3 %                                                         | 2 %                                                         | 5 %                                                         | 2 %                                                         | 17 %                                                        | 11 %                                                        | 55 %                                                        |  |     |     |     |     |      |      |      |
| ФОМ           | 1—3 марта 2024            | 1500                                                        | ± 3,6 %                                                     | 72 %                                                        |                                                             | 2 %                                                         | 3 %                                                         | 2 %                                                         | 2 %                                                         | 13 %                                                        | 6 %                                                         | 69 %                                                        |  |     |     |     |     |      |      |      |
| ФОМ           | 23—25 февраля 2024        | 1500                                                        | ± 3,6 %                                                     | 71 %                                                        |                                                             | 3 %                                                         | 2 %                                                         | 2 %                                                         | 1 %                                                         | 14 %                                                        | 6 %                                                         | 68 %                                                        |  |     |     |     |     |      |      |      |
| Russian Field | 20—22 февраля 2024        | 1645                                                        | ± 2,5 %                                                     | 59 %                                                        |                                                             | 4 %                                                         | 3 %                                                         | 4 %                                                         | 0,1 %                                                       | 9 %                                                         | 21 %                                                        | 55 %                                                        |  |     |     |     |     |      |      |      |
| ExtremeScan   | 19—22 февраля 2024        | 1000                                                        | ± 2,5 %                                                     | 53 %                                                        |                                                             | 2 %                                                         | 2 %                                                         | 2 %                                                         | 2 %                                                         | 20 %                                                        | 18 %                                                        | 51 %                                                        |  |     |     |     |     |      |      |      |
| ВЦИОМ         | 21 февраля 2024           | 1600                                                        | ± 2,5 %                                                     | 61 %                                                        |                                                             | 2 %                                                         | 2 %                                                         | 5 %                                                         | 2 %                                                         | 18 %                                                        | 10 %                                                        | 56 %                                                        |  |     |     |     |     |      |      |      |
| ФОМ           | 16—18 февраля 2024        | 1500                                                        | ± 3,6 %                                                     | 73 %                                                        |                                                             | 2 %                                                         | 3 %                                                         | 2 %                                                         | 1 %                                                         | 13 %                                                        | 6 %                                                         | 70 %                                                        |  |     |     |     |     |      |      |      |
| ЦИПКР         | 10—18 февраля 2024        | 1012                                                        | ± 6,6 %                                                     | 62 %                                                        |                                                             | 6 %                                                         | 3 %                                                         | 4 %                                                         | 7 %                                                         | 5 %                                                         | 13 %                                                        | 56 %                                                        |  |     |     |     |     |      |      |      |
| ВЦИОМ         | 15 февраля 2024           | 1600                                                        | ± 2,5 %                                                     | 61 %                                                        |                                                             | 3 %                                                         | 2 %                                                         | 3 %                                                         | 2 %                                                         | 17 %                                                        | 13 %                                                        | 58 %                                                        |  |     |     |     |     |      |      |      |
| ExtremeScan   | 10—14 февраля 2024        | 1000                                                        | ± 2,5 %                                                     | 56 %                                                        | 2 %                                                         | 2 %                                                         | 2 %                                                         | 2 %                                                         | 2 %                                                         | 15 %                                                        | 19 %                                                        | 54 %                                                        |  |     |     |     |     |      |      |      |
| ФОМ           | 9—11 февраля 2024         | 1500                                                        | ± 3,6 %                                                     | 74 %                                                        |                                                             | 3 %                                                         | 3 %                                                         | 2 %                                                         | 1 %                                                         | 10 %                                                        | 5 %                                                         | 71 %                                                        |  |     |     |     |     |      |      |      |
| ВЦИОМ         | 8 февраля 2024            | 1600                                                        | ± 2,5 %                                                     | 57 %                                                        |                                                             | 3 %                                                         | 3 %                                                         | 4 %                                                         | 2 %                                                         | 18 %                                                        | 14 %                                                        | 53 %                                                        |  |     |     |     |     |      |      |      |
|               | 8 февраля 2024            | Завершение регистрации кандидатов                           | Завершение регистрации кандидатов                           | Завершение регистрации кандидатов                           | Завершение регистрации кандидатов                           | Завершение регистрации кандидатов                           | Завершение регистрации кандидатов                           | Завершение регистрации кандидатов                           | Завершение регистрации кандидатов                           | Завершение регистрации кандидатов                           | Завершение регистрации кандидатов                           | Завершение регистрации кандидатов                           |  |     |     |     |     |      |      |      |
| ExtremeScan   | 1—7 февраля 2024          | 1000                                                        | ± 2,5 %                                                     | 63 %                                                        | 6 %                                                         |                                                             |                                                             |                                                             | 8 %                                                         | 12 %                                                        | 11 %                                                        | 57 %                                                        |  |     |     |     |     |      |      |      |
| Russian Field | 27—30 января 2024         | 1600                                                        | ± 2,5 %                                                     | 62 %                                                        | 8 %                                                         | 3 %                                                         | 3 %                                                         | 1 %                                                         | 3 %                                                         | 8 %                                                         | 12 %                                                        | 54 %                                                        |  |     |     |     |     |      |      |      |
| ExtremeScan   | 25—30 января 2024         | 1000                                                        | ± 2,5 %                                                     | 61 %                                                        | 6 %                                                         | 2 %                                                         | 1 %                                                         |                                                             | 2 %                                                         | 17 %                                                        | 11 %                                                        | 55 %                                                        |  |     |     |     |     |      |      |      |
| ЦИПКР         | 11—28 января 2024         | 1004                                                        | ± 6,6 %                                                     | 60 %                                                        | 7 %                                                         | 4 %                                                         | 3 %                                                         | 0,3 %                                                       | 4 %                                                         | 7 %                                                         | 15 %                                                        | 53 %                                                        |  |     |     |     |     |      |      |      |
| ЦИПКР         | 9—28 декабря 2023         | 1500                                                        | ± 3,5 %                                                     | 74 %                                                        | 1 %                                                         | 4 %                                                         | 3 %                                                         |                                                             | 6 %                                                         | 4 %                                                         | 8 %                                                         | 70 %                                                        |  |     |     |     |     |      |      |      |
|               | 7 декабря 2023            | Совет Федерации назначил дату выборов на 17 марта 2024 года | Совет Федерации назначил дату выборов на 17 марта 2024 года | Совет Федерации назначил дату выборов на 17 марта 2024 года | Совет Федерации назначил дату выборов на 17 марта 2024 года | Совет Федерации назначил дату выборов на 17 марта 2024 года | Совет Федерации назначил дату выборов на 17 марта 2024 года | Совет Федерации назначил дату выборов на 17 марта 2024 года | Совет Федерации назначил дату выборов на 17 марта 2024 года | Совет Федерации назначил дату выборов на 17 марта 2024 года | Совет Федерации назначил дату выборов на 17 марта 2024 года | Совет Федерации назначил дату выборов на 17 марта 2024 года |  |     |     |     |     |      |      |      |
| Левада-центр  | 23—29 ноября 2023         | 1625                                                        | ± 3,4 %                                                     | 69 %                                                        | 1 %                                                         |                                                             |                                                             |                                                             | 13 %                                                        | 6 %                                                         | 13 %                                                        | 63 %                                                        |  |     |     |     |     |      |      |      |

1. ↑  С 8 февраля 2024 года других кандидатов в опросах нет, и в столбце отображены только ответы «испорчу бюллетень».
2. 1 2 3 4 5 6 7 8  В источнике даны только проценты от декларирующих участие в выборах. В таблице ради сравнения представлены проценты по одной методике от всех опрошенных.

### Экзитполы
В рамках социологических исследований ВЦИОМ, ФОМ и «Гражданская инициатива» (в первую очередь для альтернативного подсчёта голосов) объявили о том, что те намерены провести опросы выходящих с участков для голосования — экзитполы. Во время проведения этих опросов интервьюеры от «Гражданской инициативы» столкнулись с противодействием со стороны властей и задержаниями.
| Источник | Вы- борка | Макс. погреш- ность |                       |                   |                |                    | Испорченный бюллетень | Отказ от ответа | Лидирование |     |     |      |     |      |      |
| Источник | Вы- борка | Макс. погреш- ность | Владимир Путин        | Николай Харитонов | Леонид Слуцкий | Владислав Даванков | Испорченный бюллетень | Отказ от ответа | Лидирование |     |     |      |     |      |      |
| Источник | Вы- борка | Макс. погреш- ность | Самовы- движенец      | КПРФ              | ЛДПР           | Новые люди         | Испорченный бюллетень | Отказ от ответа | Лидирование |     |     |      |     |      |      |
| -------- | --------- | ------------------- | --------------------- | ----------------- | -------------- | ------------------ | --------------------- | --------------- | ----------- | --- | --- | ---- | --- | ---- | ---- |
| Источник | Вы- борка | Макс. погреш- ность | Гражданская инциатива | 47 696            | ± 1 %          | 73 %               | Испорченный бюллетень | Отказ от ответа | Лидирование | 4 % | 2 % | 17 % | 4 % | 46 % | 56 % |
| ФОМ      | 231 624   | ± 1 %               | 88 %                  | 5 %               | 2 %            | 4 %                | 1 %                   | —               | 83 %        |     |     |      |     |      |      |
| ВЦИОМ    | 466 324   | —                   | 87 %                  | 5 %               | 3 %            | 4 %                | 1 %                   | 40 %            | 82 %        |     |     |      |     |      |      |

## Результаты

Кандидаты, занявшие второе место в каждом субъекте федерации:
Харитонов Даванков Слуцкий

Результаты голосования за пределами России

ЦИК огласила предварительные результаты выборов вскоре после закрытия избирательных участков в Калининграде — 17 марта в 21:00 по московскому времени. После обработки 100 % протоколов Владимир Путин набирал 87,28 %, Николай Харитонов — 4,31 %, Владислав Даванков — 3,85 %, Леонид Слуцкий — 3,20 % голосов. Таким образом, Путин побил собственный рекорд по абсолютному и относительному числу голосов на выборах президента, установленный в 2018 году (56 млн голосов и 76,69 %). Окончательные итоги были подведены 21 марта на заседании ЦИК.
Общая федеральная явка избирателей составила 77,49 %, что выше чем на выборах 2018 года (67,54 %) и предыдущего рекорда на президентских выборах в истории России 12 июня 1991 года (74,66 %). Итоговая явка электронного голосования составила 94 %. Явка среди военнослужащих вооружённых сил РФ составила 99,8 %. Лидером по явке стала Чеченская Республика, где в голосовании по предварительным данным приняли участие 96,46 %. Наименьшая явка — в Алтайском крае (51,65 %), Томской области (53,48 %) и Республике Карелии (54,54 %).
На некоторых российских избирательных участках Путин получил менее 50 % голосов.
| Место                                             | Место                                             | Кандидат                                          | Партия                                            | Голосов     | %     | +/- (в %) |
| ------------------------------------------------- | ------------------------------------------------- | ------------------------------------------------- | ------------------------------------------------- | ----------- | ----- | --------- |
|                                                   | 1.                                                | Путин, Владимир Владимирович                      | Самовыдвижение                                    | 76 277 708  | 87,28 | ▲7,59     |
|                                                   | 2.                                                | Харитонов, Николай Михайлович                     | КПРФ                                              | 3 768 470   | 4,31  | ▼7,46     |
|                                                   | 3.                                                | Даванков, Владислав Андреевич                     | «Новые люди»                                      | 3 362 484   | 3,85  |           |
|                                                   | 4.                                                | Слуцкий, Леонид Эдуардович                        | ЛДПР                                              | 2 795 629   | 3,20  | ▼2,45     |
| Число действительных бюллетеней                   | Число действительных бюллетеней                   | Число действительных бюллетеней                   | Число действительных бюллетеней                   | 86 204 291  | 98,63 | ▼0,29     |
| Число недействительных бюллетеней                 | Число недействительных бюллетеней                 | Число недействительных бюллетеней                 | Число недействительных бюллетеней                 | 1 193 278   | 1,37  | ▲0,29     |
| Всего бюллетеней в избирательных ящиках           | Всего бюллетеней в избирательных ящиках           | Всего бюллетеней в избирательных ящиках           | Всего бюллетеней в избирательных ящиках           | 87 397 569  | 100   |           |
| Выдано бюллетеней проголосовавшим досрочно        | Выдано бюллетеней проголосовавшим досрочно        | Выдано бюллетеней проголосовавшим досрочно        | Выдано бюллетеней проголосовавшим досрочно        | 2 100 202   | 2,40  | ▲2,10     |
| Выдано бюллетеней на участках в день голосования  | Выдано бюллетеней на участках в день голосования  | Выдано бюллетеней на участках в день голосования  | Выдано бюллетеней на участках в день голосования  | 73 447 089  | 83,87 | ▼9,28     |
| Выдано бюллетеней вне участков в день голосования | Выдано бюллетеней вне участков в день голосования | Выдано бюллетеней вне участков в день голосования | Выдано бюллетеней вне участков в день голосования | 12 028 784  | 13,74 | ▲7,19     |
| Всего выдано бюллетеней                           | Всего выдано бюллетеней                           | Всего выдано бюллетеней                           | Всего выдано бюллетеней                           | 87 576 075  | 100   |           |
| Явка избирателей                                  | Явка избирателей                                  | Явка избирателей                                  | Явка избирателей                                  | 87 576 075  | 77,49 | ▲9,95     |
| Всего избирателей                                 | Всего избирателей                                 | Всего избирателей                                 | Всего избирателей                                 | 113 011 059 | 100   |           |

Карты результатов кандидатов по субъектам федерации
Путин
Харитонов
Даванков
Слуцкий

## Фальсификации
После объявления окончательных результатов выборов сразу несколько групп исследователей, независимо друг от друга, обнаружили масштабные фальсификации. Электоральные аналитики и СМИ отмечали что проведённые выборы поставили исторический рекорд по уровню фальсификаций в России.
Согласно исследованию издания «Новая Газета Европа», основанному на теории нормального распределения вероятностей, не менее 31,6 миллионов голосов за Путина (около половины голосов за него) являются сфальсифицированными.
Электоральный аналитик «Голоса» Иван Шукшин, проанализировав данные ЦИК России методом Кислинга-Шпилькина, пришёл к выводу что около 22 млн голосов, которые получил Путин, были сфальсифицированы (без учёта ДЭГ и результатов на оккупированных территориях Украины). «Голос» отмечал, что «это самый масштабный вброс на федеральных выборах в истории России». Согласно выводам эксперта, с помощью фальсификаций не только повышали результат Путина, но и отодвигали Даванкова на третье место. Иван Шукшин полагает, что в Москве при голосовании бумажными бюллетенями, если результаты голосования очистить от фальсификаций, недействительных бюллетеней оказывается больше, чем голосов за Слуцкого. Так же считает другой аналитик — кандидат физико-математических наук Максим Гонгальский. По его оценке, при голосовании бумажными бюллетенями в Москве Путин фактически получил 68 %, Даванков — 17 %, Харитонов — 6,5 %, недействительных бюллетеней было 6 %, Слуцкий получил 2,5 %.
Журналисты «Важных историй» также анализировали результаты голосования с помощью метода Кислинга — Шпилькина, не учитывая итоги в Москве, так как ЦИК объединила результаты на участках через систему дистанционного голосования. Расчёты издания показали, что не менее 21,9 миллионов голосов за Путина, по бумажным бюллетеням, были сфальсифицированы.
По информации «Важных историй», работников бюджетной сферы и сотрудников госпредприятий принуждали голосовать за Путина. По сообщению СМИ, на оккупированных территориях Украины, аннексированных Россией в 2022 году, «голосование» проходило в присутствии вооружённых российских солдат. Издание «Важные истории» сообщило, что в «ЛНР» и Запорожской области результаты были «подсчитаны» согласно спущенным из Москвы указаниям.

## Оценки
Ещё до выборов предполагалось, что использование электронного голосования будет способствовать повышению электоральных результатов кандидата Путина. Издание BBC отмечало, что власти будут добиваться рекордной явки на выборах с помощью ДЭГ и начальство потребует от бюджетников голосовать именно онлайн. По оценке политолога Александра Кынева, по итогам муниципальных выборов в Москве 2022 года электронное голосование оказалось дискредитировано, и его применение на президентских выборах делегитимизирует эти выборы на старте.
27 декабря 2023 года глава ЦИК Элла Панфилова сообщила, что дистанционно на выборах президента России в марте 2024 года смогут проголосовать около 38 млн россиян. При этом она отметила, что число регионов, где возможно ДЭГ, увеличиваться не будет и останется на прежнем уровне (29).
По оценкам независимых аналитических центров, Кремль мог быть обеспокоен тем, как недовольство войной скажется на президентских выборах 2024 года: согласно опросу исследовательского проекта «Хроники», число «последовательных» сторонников войны с февраля по октябрь 2023 года снизилось почти вдвое (до 12 %).
6 августа 2023 года пресс-секретарь президента РФ Дмитрий Песков высказал своё мнение в интервью журналисту The New York Times:
Наши президентские выборы — это не совсем демократия, это дорогостоящая бюрократия. Мистер Путин будет переизбран в следующем году с более чем 90 процентами голосов.
Позднее Дмитрий Песков уточнил свои слова:
Путин будет избран, в том, что я лично в этом уверен, основываясь на уровне консолидации общества вокруг Путина. <…> Выборы, хотя являются требованием демократии, и сам Путин решил их проводить, но теоретически их можно даже не проводить. Потому что уже очевидно, что Путин будет избран. Это моё абсолютно личное мнение.
В 2023 году политолог Аббас Галлямов оценивал уровень реальной электоральной поддержки Путина в 35 %.
По мнению экс-координатора движения «Голос» Инны Карезиной, масштабные фальсификации результатов выборов легче осуществлять при низкой явке избирателей. Поэтому она полагала, что российская власть будет придерживаться традиционной тактики: агитировать свой электорат, а оппозиционный — демотивировать (в частности, продвигая в социальных сетях идею предрешённости выборов).
По мнению политолога Дмитрия Орешкина, наилучшей стратегией для оппозиционно настроенных избирателей на этих выборах было сделать бумажный бюллетень недействительным, для чего нужно было поставить в нём отметки за двух или более кандидатов. Также политолог считал ошибочным мнение о тотальных фальсификациях российских выборов. Например, в Москве, по его оценке, результаты выборов фальсифицируются только на одном из каждых семи избирательных участков. В то же время результаты электронного голосования могут быть полностью сфальсифицированы.
Институт изучения войны считал, что российские власти намеревались фальсифицировать результаты голосования на аннексированных территориях в поддержку Владимира Путина, а также сфабриковать «большую явку» избирателей в стремлении узаконить оккупацию Украины Россией в глазах международного сообщества.
Эксперты движения «Голос» в заявлении по итогам выборов отмечали, что «никогда ещё мы не видели президентской кампании, которая настолько не соответствовала бы конституционным стандартам», а лейтмотивом выборов являлась «имитация» («имитация законности», «имитация выбора», «имитация агитации», «имитация оппозиции» и т. д.). Так, выборы проходили в ситуации, когда не действовали основные статьи Конституции, а сама Конституция была изменена, чтобы обойти ограничение на занятие должности президента более двух сроков. При этом власти включились в пропаганду, принуждение и контроль над избирателями, а в стране фактически возникла военная цензура, которая внедрялась с помощью страха и силы. Эксперты заявляли, что в некоторых регионах силовики контролировали волеизъявление избирателей, наказывали за «неправильные» надписи в бюллетене или «неправильное» время прихода на избирательный участок и требовали раскрыть тайну голосования. Отмечается, что ничего подобного в таких масштабах ранее не происходило на выборах в России. В итоге «выборы не смогли выполнить свою главную функцию — дать представление о реальных настроениях граждан в стране и не позволили им свободно принять решения о будущем своей страны».

## Реакция

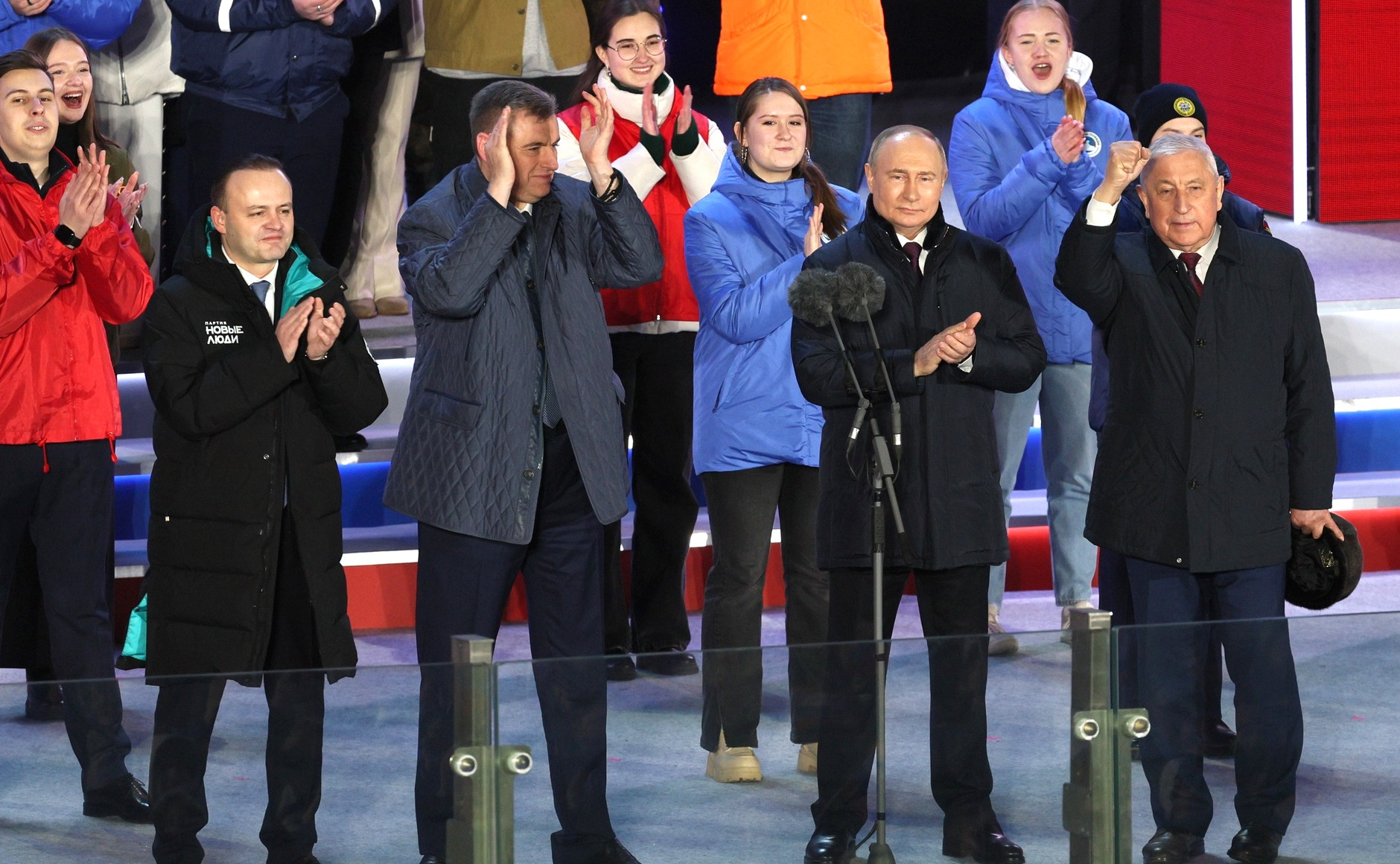
Кандидаты 18 марта (на следующий день после выборов) на концерте на Красной площади, посвящённому 10-летней годовщине аннексии Крыма Россией

Отвечая на вопросы журналистов, Путин назвал задачами своего нового срока укрепление обороноспособности страны, отметил эффективность правительства, президентской администрации и Банка России, а также охарактеризовал действия российских военных как «уже больше, чем активную оборону». Также глава государства высказался по нескольким другим темам, в том числе по предложению президента Франции Эмманюэля Макрона объявить перемирие на Украине на время Летней Олимпиады в Париже и смерти Алексея Навального в колонии.
Главы союзнических стран: Венесуэлы, Никарагуа, Кубы, Боливии, Гондураса, КНДР, Беларуси, Таджикистана, Ирана и Узбекистана — первыми поздравили Путина с переизбранием. Лидер КНДР Ким Чен Ын направил Путину поздравительную телеграмму, президент Узбекистана Шавкат Мирзиеев поздравил главу России «с убедительной победой», лидер Никарагуа Даниэль Ортега назвал Путина «дорогим товарищем, братом и переизбранным президентом». Глава КНР Си Цзиньпин поздравил Путина с переизбранием, отметив, что за последнее время народ России объединился, преодолел трудности. Премьер-министр Индии Нарендра Моди в своём поздравлении выразил надежду на укрепление стратегического партнёрства между двумя странами. Также Путина поздравили с переизбранием президент Турции Реджеп Тайип Эрдоган, премьер-министр Армении Никол Пашинян, король Саудовской Аравии Салман ибн Абдул-Азиз Аль Сауд и наследный принц Мухаммед бен Сальман Аль Сауд, президент ОАЭ Мохаммед бин Зайд аль-Нахайян. Лидер террористической организации ХАМАС Исмаил Хания также поздравил Путина с победой, выразив надежду на «укрепление уз дружбы и развитие сотрудничества».
Многие западные страны назвали выборы в России несвободными и нечестными. Представитель Совета национальной безопасности США Джон Кёрби сказал, что выборы «очевидно, не являются ни свободными, ни справедливыми, учитывая то, что господин Путин заключил в тюрьму политических оппонентов и не позволил другим баллотироваться». Министерство иностранных дел Польши заявило, что «президентские выборы в России нельзя считать законными, свободными и честными […] Голосование проходило в условиях жесточайших репрессий против населения, что сделало невозможным свободный демократический выбор». Германия назвала голосование «псевдовыборами при авторитарном правителе, опирающемся на цензуру, репрессии и насилие», при этом Правительство Германии заявило, что не признаёт эти выборы законными и не планирует признавать их итоги. Министр иностранных дел Великобритании Дэвид Кэмерон осудил проведение выборов на оккупированных Россией территориях Украины. Владимир Зеленский заявил: «российский диктатор имитирует очередные выборы».
Евросоюз заявил, что выборы в России проходили в условиях крайних ограничений свободы, «усугубленных незаконной агрессией России против Украины». ЕС не отказался признавать результаты голосования, к чему призывали представители российской оппозиции. Верховный представитель Евросоюза по иностранным делам Жозеп Боррель заявил: «Это не были свободные и справедливые выборы — не было никаких наблюдателей от ОБСЕ, в целом очень ограниченные условия». Также Евросоюз заявил, что никогда не признает так называемые «выборы» на оккупированных Россией территориях Украины — в Крыму, районах Донецкой, Луганской, Запорожской и Херсонской областей, так как «выборы» на этих территориях «представляют собой ещё одно явное нарушение Россией международного права, включая Устав ООН, а также независимости, суверенитета и территориальной целостности Украины», поэтому они не имеют юридической силы и не могут иметь никаких правовых последствий. Генеральный секретарь НАТО Йенс Столтенберг заявил, что не считает выборы в России законными и справедливыми, а голосование на оккупированных территориях Украины и Грузии «абсолютно незаконно».
Помощник президента США по национальной безопасности Джейк Салливан заявил, что проведённые выборы не соответствовали критериям свободы и справедливости и результаты голосования были предсказуемы, так как политические оппоненты Путина находятся в заключении или трагически погибли. При этом США будут действовать исходя из реальности, что Путин — президент России.
Государственный секретарь США Энтони Блинкен заблокировал текст заявления G7, подготовленный председательствующей в организации Италией, в котором выборы президента России назывались «фарсом». Госдеп Соединённых Штатов посчитал формулировки заявления неуместными.